# Lista odcinków serialu Złotopolscy
Artykuł zawiera listę wszystkich odcinków (1121) serialu Złotopolscy emitowanego w latach 1997–2010.
| Nr    | Data pierwszej emisji | Tytuł                                       | Reżyseria                            | Scenariusz                                                   |
| ----- | --------------------- | ------------------------------------------- | ------------------------------------ | ------------------------------------------------------------ |
| 1.    | 23.06.1997            | Syn marnotrawny                             | Janusz Zaorski                       | Jan Purzycki                                                 |
| 2.    | 24.06.1997            | Niebezpieczne powiązania                    | Janusz Zaorski                       | Jan Purzycki                                                 |
| 3.    | 25.06.1997            | Odlotowa randka                             | Janusz Zaorski                       | Jan Purzycki                                                 |
| 4.    | 02.01.1998            | Zakład                                      | Radosław Piwowarski                  | Agnieszka Kuszewicz, Ewa Nawój, Jan Purzycki, Jan Strękowski |
| 5.    | 03.01.1998            | Kolacja                                     | Radosław Piwowarski                  | Agnieszka Kuszewicz, Ewa Nawój, Jan Purzycki, Jan Strękowski |
| 6.    | 09.01.1998            | Niespodzianka                               | Radosław Piwowarski                  | Agnieszka Kuszewicz, Ewa Nawój, Jan Purzycki, Jan Strękowski |
| 7.    | 10.01.1998            | Pojednanie                                  | Radosław Piwowarski                  | Agnieszka Kuszewicz, Ewa Nawój, Jan Purzycki, Jan Strękowski |
| 8.    | 16.01.1998            | Uczuciowe remanenty                         | Radosław Piwowarski                  | Agnieszka Kuszewicz, Ewa Nawój, Jan Purzycki, Jan Strękowski |
| 9.    | 17.01.1998            | Napad                                       | Janusz Zaorski                       | Jan Purzycki                                                 |
| 10.   | 23.01.1998            | Radio                                       | Janusz Zaorski                       | Jan Purzycki                                                 |
| 11.   | 24.01.1998            | Wizyta                                      | Janusz Zaorski                       | Jan Purzycki                                                 |
| 12.   | 30.01.1998            | Zacieranie śladów                           | Janusz Zaorski                       | Jan Purzycki                                                 |
| 13.   | 31.01.1998            | Telewizja                                   | Janusz Zaorski                       | Jan Purzycki                                                 |
| 14.   | 06.02.1998            | Spłata                                      | Janusz Zaorski                       | Jan Strękowski, Jan Purzycki (pomysł)                        |
| 15.   | 07.02.1998            | Kłamstwa                                    | Janusz Zaorski                       | Ewa Nawój, Jan Purzycki (pomysł)                             |
| 16.   | 14.02.1998            | Róbmy swoje                                 | Janusz Zaorski                       | Ewa Nawój, Jan Purzycki (pomysł)                             |
| 17.   | 20.02.1998            | Zgoda?                                      | Janusz Zaorski                       | Ewa Nawój, Jan Purzycki (pomysł)                             |
| 18.   | 21.02.1998            | Gdynia radio                                | Radosław Piwowarski                  | Jan Purzycki                                                 |
| 19.   | 27.02.1998            | Parka                                       | Radosław Piwowarski                  | Jan Purzycki                                                 |
| 20.   | 28.02.1998            | Sekrety                                     | Radosław Piwowarski                  | Jan Strękowski                                               |
| 21.   | 06.03.1998            | Porachunki                                  | Radosław Piwowarski                  | Ewa Nawój, Jan Purzycki (pomysł)                             |
| 22.   | 07.03.1998            | Kwiaty                                      | Radosław Piwowarski                  | Piotr Wereśniak, Jan Purzycki (pomysł)                       |
| 23.   | 13.03.1998            | Inwestycje                                  | Radosław Piwowarski                  | Piotr Wereśniak, Jan Purzycki (pomysł)                       |
| 24.   | 14.03.1998            | Koncert                                     | Radosław Piwowarski                  | Jan Purzycki                                                 |
| 25.   | 20.03.1998            | Zaręczyny                                   | Janusz Zaorski                       | Piotr Wereśniak, Jan Purzycki (pomysł)                       |
| 26.   | 21.03.1998            | Ucieczka                                    | Janusz Zaorski                       | Piotr Wereśniak, Jan Purzycki (pomysł)                       |
| 27.   | 27.03.1998            | Rozejm                                      | Janusz Zaorski                       | Ewa Nawój, Jan Purzycki (pomysł)                             |
| 28.   | 28.03.1998            | Powrót Weroniki                             | Janusz Zaorski                       | Jan Strękowski, Jan Purzycki (pomysł)                        |
| 29.   | 03.04.1998            | Vendetta                                    | Janusz Zaorski                       | Jan Purzycki                                                 |
| 30.   | 04.04.1998            | Tu mieszka glina                            | Janusz Zaorski                       | Jan Purzycki                                                 |
| 31.   | 10.04.1998            | Podpalacze                                  | Janusz Zaorski                       | Jan Purzycki                                                 |
| 32.   | 11.04.1998            | Kradzież                                    | Janusz Zaorski                       | Piotr Wereśniak, Jan Purzycki (pomysł)                       |
| 33.   | 17.04.1998            | Egzotyczne zapachy                          | Radosław Piwowarski                  | Jan Purzycki                                                 |
| 34.   | 18.04.1998            | Miłosne niepokoje                           | Radosław Piwowarski                  | Jan Purzycki                                                 |
| 35.   | 24.04.1998            | Odnowiony ślub                              | Radosław Piwowarski                  | Jan Purzycki                                                 |
| 36.   | 25.04.1998            | Bruksela                                    | Radosław Piwowarski                  | Jan Purzycki                                                 |
| 37.   | 01.05.1998            | Kłopoty z mężczyznami                       | Radosław Piwowarski                  | Piotr Wereśniak, Jan Purzycki (pomysł)                       |
| 38.   | 02.05.1998            | Niespodziewani goście                       | Radosław Piwowarski                  | Piotr Wereśniak, Jan Purzycki (pomysł)                       |
| 39.   | 08.05.1998            | Dzieci                                      | Radosław Piwowarski                  | Ewa Nawój, Jan Purzycki (pomysł)                             |
| 40.   | 09.05.1998            | Podejrzenia                                 | Radosław Piwowarski                  | Ewa Nawój, Jan Purzycki (pomysł)                             |
| 41.   | 15.05.1998            | Urlop                                       | Janusz Zaorski                       | Jan Strękowski, Jan Purzycki (pomysł)                        |
| 42.   | 16.05.1998            | Wspólnicy                                   | Janusz Zaorski                       | Jan Strękowski, Jan Purzycki (pomysł)                        |
| 43.   | 22.05.1998            | Choroba                                     | Janusz Zaorski                       | Jan Purzycki                                                 |
| 44.   | 23.05.1998            | Porwanie                                    | Janusz Zaorski                       | Jan Purzycki                                                 |
| 45.   | 29.05.1998            | Sieć                                        | Janusz Zaorski                       | Jan Purzycki                                                 |
| 46.   | 30.05.1998            | Pułapka                                     | Janusz Zaorski                       | Jan Purzycki                                                 |
| 47.   | 05.06.1998            | Tajlandia                                   | Janusz Zaorski                       | Piotr Wereśniak, Jan Purzycki (pomysł)                       |
| 48.   | 06.06.1998            | Rocznica                                    | Janusz Zaorski                       | Piotr Wereśniak, Jan Purzycki (pomysł)                       |
| 49.   | 12.06.1998            | Towarzyskie nieporozumienia                 | Radosław Piwowarski                  | Jerzy Niemczuk, Jan Purzycki (pomysł)                        |
| 50.   | 13.06.1998            | Kłopoty z dziećmi                           | Radosław Piwowarski                  | Agnieszka Kuszewicz, Jan Purzycki (pomysł)                   |
| 51.   | 19.06.1998            | Rozterki                                    | Radosław Piwowarski                  | Ewa Nawój, Jan Purzycki (pomysł)                             |
| 52.   | 20.06.1998            | Wizyty                                      | Radosław Piwowarski                  | Jan Strękowski, Jan Purzycki (pomysł)                        |
| 53.   | 27.06.1998            | Czubatkowa polana                           | Radosław Piwowarski                  | Jan Purzycki                                                 |
| 54.   | 03.07.1998            | Narkoman                                    | Radosław Piwowarski                  | Jan Purzycki                                                 |
| 55.   | 04.07.1998            | Spacer                                      | Radosław Piwowarski                  | Jan Purzycki                                                 |
| 56.   | 10.07.1998            | Posłańcy                                    | Radosław Piwowarski                  | Jan Purzycki                                                 |
| 57.   | 11.07.1998            | Obietnice                                   | Janusz Dymek                         | Agnieszka Kuszewicz, Jan Purzycki (pomysł)                   |
| 58.   | 17.07.1998            | Drugie zaręczyny                            | Janusz Dymek                         | Jan Strękowski, Jan Purzycki (pomysł)                        |
| 59.   | 18.07.1998            | Nagłe wyjazdy                               | Janusz Dymek                         | Jerzy Niemczuk, Jan Purzycki (pomysł)                        |
| 60.   | 24.07.1998            | Kolacja we dwoje                            | Janusz Dymek                         | Jerzy Niemczuk, Jan Purzycki (pomysł)                        |
| 61.   | 25.07.1998            | Miłość to jest piękna sprawa                | Janusz Dymek                         | Jan Purzycki                                                 |
| 62.   | 31.07.1998            | Trudne uczucia                              | Janusz Dymek                         | Jan Purzycki                                                 |
| 63.   | 01.08.1998            | Spóźnieni kochankowie                       | Janusz Dymek                         | Jan Purzycki                                                 |
| 64.   | 08.08.1998            | Sny                                         | Janusz Dymek                         | Jan Purzycki                                                 |
| 65.   | 15.08.1998            | Pozory                                      | Radosław Piwowarski                  | Ewa Nawój, Jan Purzycki (pomysł)                             |
| 66.   | 29.08.1998            | Miłość jest głupia                          | Radosław Piwowarski                  | Jan Strękowski, Jan Purzycki (pomysł)                        |
| 67.   | 05.09.1998            | Piękne plany                                | Radosław Piwowarski                  | Jan Purzycki                                                 |
| 68.   | 06.09.1998            | Zaproszenia                                 | Radosław Piwowarski                  | Jan Purzycki                                                 |
| 69.   | 12.09.1998            | Zaproszenie do kina                         | Radosław Piwowarski                  | Jan Purzycki                                                 |
| 70.   | 13.09.1998            | Decyzja Weroniki                            | Radosław Piwowarski                  | Jan Purzycki                                                 |
| 71.   | 19.09.1998            | Przygotowania                               | Radosław Piwowarski                  | Jan Purzycki                                                 |
| 72.   | 20.09.1998            | Ślub                                        | Radosław Piwowarski                  | Jan Purzycki                                                 |
| 73.   | 26.09.1998            | Podchody                                    | Ryszard Zatorski                     | Ewa Nawój, Jan Purzycki (pomysł)                             |
| 74.   | 27.09.1998            | Podstęp                                     | Ryszard Zatorski                     | Ewa Nawój, Jan Purzycki (pomysł)                             |
| 75.   | 03.10.1998            | Wstyd                                       | Ryszard Zatorski                     | Jan Purzycki                                                 |
| 76.   | 04.10.1998            | Grzeszna miłość                             | Ryszard Zatorski                     | Jan Purzycki                                                 |
| 77.   | 10.10.1998            | Marita                                      | Ryszard Zatorski                     | Jan Purzycki                                                 |
| 78.   | 11.10.1998            | Pożegnania                                  | Ryszard Zatorski                     | Jan Purzycki                                                 |
| 79.   | 17.10.1998            | Interwencje                                 | Janusz Dymek                         | Ewa Nawój, Elżbieta Wojnarowska, Jan Purzycki (pomysł)       |
| 80.   | 18.10.1998            | Poszukiwania                                | Janusz Dymek                         | Jan Strękowski, Elżbieta Wojnarowska, Jan Purzycki (pomysł)  |
| 81.   | 24.10.1998            | Wstrząs                                     | Janusz Dymek                         | Jan Purzycki                                                 |
| 82.   | 25.10.1998            | Tarapaty                                    | Janusz Dymek                         | Jan Purzycki                                                 |
| 83.   | 31.10.1998            | Raport                                      | Janusz Dymek                         | Jan Purzycki                                                 |
| 84.   | 01.11.1998            | Trudny powrót                               | Janusz Dymek                         | Jan Purzycki                                                 |
| 85.   | 07.11.1998            | Ucieczka                                    | Janusz Dymek                         | Jan Strękowski, Jan Purzycki (pomysł)                        |
| 86.   | 08.11.1998            | Awans                                       | Janusz Dymek                         | Ewa Nawój, Jan Purzycki (pomysł)                             |
| 87.   | 14.11.1998            | Bomba                                       | Ireneusz Engler                      | Jan Strękowski, Jan Purzycki (pomysł)                        |
| 88.   | 15.11.1998            | Inspekcja                                   | Ireneusz Engler                      | Jan Strękowski, Jan Purzycki (pomysł)                        |
| 89.   | 21.11.1998            | Nowe kłopoty                                | Ireneusz Engler                      | Ewa Nawój, Jan Purzycki (pomysł)                             |
| 90.   | 22.11.1998            | Zagadka                                     | Ireneusz Engler                      | Ewa Nawój, Jan Purzycki (pomysł)                             |
| 91.   | 28.11.1998            | Matka                                       | Ireneusz Engler                      | Jan Purzycki                                                 |
| 92.   | 29.11.1998            | Wywiad                                      | Ireneusz Engler                      | Jan Purzycki                                                 |
| 93.   | 05.12.1998            | Cywil                                       | Ireneusz Engler                      | Jan Purzycki                                                 |
| 94.   | 06.12.1998            | Decyzje serca                               | Ireneusz Engler                      | Jan Purzycki                                                 |
| 95.   | 12.12.1998            | Decyzja                                     | Radosław Piwowarski                  | Paweł Jurek, Jan Purzycki (pomysł)                           |
| 96.   | 13.12.1998            | Listy                                       | Radosław Piwowarski                  | Tomasz Solarewicz, Jan Purzycki (pomysł)                     |
| 97.   | 19.12.1998            | Zniknięcie Agaty                            | Radosław Piwowarski                  | Jan Purzycki                                                 |
| 98.   | 20.12.1998            | Randka dla nieśmiałych                      | Radosław Piwowarski                  | Jan Purzycki                                                 |
| 99.   | 26.12.1998            | Uśmiech Ilony                               | Radosław Piwowarski                  | Jan Purzycki                                                 |
| 100.  | 27.12.1998            | Ślub Julii i Dionizego                      | Radosław Piwowarski                  | Jan Purzycki                                                 |
| 101.  | 02.01.1999            | Poszukiwania bliźniaków                     | Radosław Piwowarski                  | Jan Purzycki                                                 |
| 102.  | 03.01.1999            | Prywatny nieprzyjaciel                      | Radosław Piwowarski                  | Jan Purzycki                                                 |
| 103.  | 09.01.1999            | Propozycja                                  | Janusz Dymek                         | Tomasz Solarewicz, Jan Purzycki (pomysł)                     |
| 104.  | 10.01.1999            | Zazdrość                                    | Janusz Dymek                         | Tomasz Solarewicz, Jan Purzycki (pomysł)                     |
| 105.  | 16.01.1999            | Lekarstwo na miłość                         | Janusz Dymek                         | Paweł Jurek, Jan Purzycki (pomysł)                           |
| 106.  | 17.01.1999            | Koncesja                                    | Janusz Dymek                         | Paweł Jurek, Jan Purzycki (pomysł)                           |
| 107.  | 23.01.1999            | Pies ogrodnika                              | Janusz Dymek                         | Jan Purzycki                                                 |
| 108.  | 24.01.1999            | Rozwody                                     | Janusz Dymek                         | Jan Purzycki                                                 |
| 109.  | 30.01.1999            | Siostry białej miłości                      | Janusz Dymek                         | Jan Purzycki                                                 |
| 110.  | 31.01.1999            | Narzeczona                                  | Janusz Dymek                         | Jan Purzycki                                                 |
| 111.  | 06.02.1999            | Nieproszony gość                            | Ireneusz Engler                      | Paweł Jurek, Jan Purzycki (pomysł)                           |
| 112.  | 07.02.1999            | Podstęp listonosza                          | Ireneusz Engler                      | Paweł Jurek, Jan Purzycki (pomysł)                           |
| 113.  | 13.02.1999            | Bez immunitetu                              | Ireneusz Engler                      | Tomasz Solarewicz, Jan Purzycki (pomysł)                     |
| 114.  | 14.02.1999            | Wynajem                                     | Ireneusz Engler                      | Tomasz Solarewicz, Jan Purzycki (pomysł)                     |
| 115.  | 20.02.1999            | Konkurent                                   | Ireneusz Engler                      | Jan Purzycki                                                 |
| 116.  | 21.02.1999            | Życiowe remanenty                           | Ireneusz Engler                      | Jan Purzycki                                                 |
| 117.  | 27.02.1999            | Ślubne kłopoty                              | Ireneusz Engler                      | Jan Purzycki                                                 |
| 118.  | 28.02.1999            | Łzy                                         | Ireneusz Engler                      | Jan Purzycki                                                 |
| 119.  | 06.03.1999            | Rozterki                                    | Janusz Dymek                         | Paweł Jurek, Jan Purzycki (pomysł)                           |
| 120.  | 07.03.1999            | W potrzasku                                 | Janusz Dymek                         | Paweł Jurek, Jan Purzycki (pomysł)                           |
| 121.  | 13.03.1999            | Wyrzuty                                     | Janusz Dymek                         | Tomasz Solarewicz, Jan Purzycki (pomysł)                     |
| 122.  | 14.03.1999            | Niespodzianka                               | Janusz Dymek                         | Tomasz Solarewicz, Jan Purzycki (pomysł)                     |
| 123.  | 20.03.1999            | Zmiana                                      | Janusz Dymek                         | Jan Purzycki                                                 |
| 124.  | 21.03.1999            | Kamień                                      | Janusz Dymek                         | Jan Purzycki                                                 |
| 125.  | 27.03.1999            | Niebezpieczne                               | Janusz Dymek                         | Jan Purzycki                                                 |
| 126.  | 28.03.1999            | Jaja                                        | Janusz Dymek                         | Jan Purzycki                                                 |
| 127.  | 03.04.1999            | Dobre i złe zapowiedzi                      | Radosław Piwowarski                  | Jan Purzycki                                                 |
| 128.  | 04.04.1999            | Ruletka                                     | Radosław Piwowarski                  | Jan Purzycki                                                 |
| 129.  | 10.04.1999            | Pieniądze, pieniądze...                     | Radosław Piwowarski                  | Jan Purzycki                                                 |
| 130.  | 11.04.1999            | Stara miłość nie rdzewieje                  | Radosław Piwowarski                  | Jan Purzycki                                                 |
| 131.  | 17.04.1999            | Romans z żoną                               | Radosław Piwowarski                  | Jan Purzycki                                                 |
| 132.  | 18.04.1999            | Pamiątka rodzinna                           | Radosław Piwowarski                  | Jan Purzycki                                                 |
| 133.  | 24.04.1999            | Brudne pieniądze                            | Radosław Piwowarski                  | Jan Purzycki                                                 |
| 134.  | 25.04.1999            | Weksle                                      | Radosław Piwowarski, Grzegorz Okrasa | Jan Purzycki                                                 |
| 135.  | 01.05.1999            | Rejs                                        | Ireneusz Engler                      | Paweł Jurek, Jan Purzycki (pomysł)                           |
| 136.  | 02.05.1999            | Nowy lokator                                | Ireneusz Engler                      | Paweł Jurek, Jan Purzycki (pomysł)                           |
| 137.  | 03.05.1999            | Tajna broń                                  | Ireneusz Engler                      | Tomasz Solarewicz, Jan Purzycki (pomysł)                     |
| 138.  | 08.05.1999            | Ucieczka                                    | Ireneusz Engler                      | Tomasz Solarewicz, Jan Purzycki (pomysł)                     |
| 139.  | 09.05.1999            | Prezent                                     | Ireneusz Engler                      | Jan Purzycki                                                 |
| 140.  | 15.05.1999            | Kupon                                       | Ireneusz Engler                      | Jan Purzycki                                                 |
| 141.  | 16.05.1999            | Cichy ślub                                  | Ireneusz Engler                      | Jan Purzycki                                                 |
| 142.  | 22.05.1999            | Diabeł                                      | Ireneusz Engler                      | Jan Purzycki                                                 |
| 143.  | 23.05.1999            | Separacja                                   | Ireneusz Engler                      | Jan Purzycki                                                 |
| 144.  | 29.05.1999            | Na gorącym uczynku                          | Ireneusz Engler                      | Jan Purzycki                                                 |
| 145.  | 30.05.1999            | Poszukiwania Maćka                          | Janusz Dymek                         | Paweł Jurek, Jan Purzycki (pomysł)                           |
| 146.  | 03.06.1999            | Na ratunek                                  | Janusz Dymek                         | Paweł Jurek, Jan Purzycki (pomysł)                           |
| 147.  | 05.06.1999            | Małżeńskie sprawy                           | Janusz Dymek                         | Tomasz Solarewicz, Jan Purzycki (pomysł)                     |
| 148.  | 06.06.1999            | Czworokąt                                   | Janusz Dymek                         | Tomasz Solarewicz, Jan Purzycki (pomysł)                     |
| 149.  | 12.06.1999            | Próby pojednania                            | Janusz Dymek                         | Jan Purzycki                                                 |
| 150.  | 13.06.1999            | Trzy pułapki                                | Janusz Dymek                         | Jan Purzycki                                                 |
| 151.  | 19.06.1999            | Subtelności                                 | Janusz Dymek                         | Jan Purzycki                                                 |
| 152.  | 20.06.1999            | Tomek i Ewa                                 | Janusz Dymek                         | Jan Purzycki                                                 |
| 153.  | 26.06.1999            | Niepokoje                                   | Ireneusz Engler                      | Paweł Jurek, Jan Purzycki (pomysł)                           |
| 154.  | 27.06.1999            | Interes                                     | Ireneusz Engler                      | Paweł Jurek, Jan Purzycki (pomysł)                           |
| 155.  | 04.09.1999            | Ambaras                                     | Ireneusz Engler                      | Tomasz Solarewicz, Jan Purzycki (pomysł)                     |
| 156.  | 05.09.1999            | Niewolnica                                  | Ireneusz Engler                      | Tomasz Solarewicz, Jan Purzycki (pomysł)                     |
| 157.  | 11.09.1999            | Siniaki                                     | Ireneusz Engler                      | Jan Purzycki                                                 |
| 158.  | 12.09.1999            | Załamanie                                   | Ireneusz Engler                      | Jan Purzycki                                                 |
| 159.  | 18.09.1999            | Komornik                                    | Ireneusz Engler                      | Jan Purzycki                                                 |
| 160.  | 19.09.1999            | Przysięga                                   | Ireneusz Engler                      | Jan Purzycki                                                 |
| 161.  | 25.09.1999            | Sołtys                                      | Radosław Piwowarski                  | Jan Purzycki                                                 |
| 162.  | 26.09.1999            | Mademoiselle                                | Radosław Piwowarski                  | Jan Purzycki                                                 |
| 163.  | 02.10.1999            | Czarne rogi                                 | Radosław Piwowarski                  | Jan Purzycki                                                 |
| 164.  | 03.10.1999            | Trochę                                      | Radosław Piwowarski                  | Jan Purzycki                                                 |
| 165.  | 09.10.1999            | Pożegnanie Afryki                           | Radosław Piwowarski                  | Jan Purzycki                                                 |
| 166.  | 10.10.1999            | Kolacyjka                                   | Radosław Piwowarski                  | Jan Purzycki                                                 |
| 167.  | 16.10.1999            | Modlitwa                                    | Radosław Piwowarski                  | Jan Purzycki                                                 |
| 168.  | 17.10.1999            | Łaskawy los                                 | Radosław Piwowarski                  | Jan Purzycki                                                 |
| 169.  | 23.10.1999            | Pamięć                                      | Janusz Dymek                         | Tomasz Solarewicz, Jan Purzycki (pomysł)                     |
| 170.  | 24.10.1999            | Kącik smakosza                              | Janusz Dymek                         | Tomasz Solarewicz, Jan Purzycki (pomysł)                     |
| 171.  | 30.10.1999            | Kobieta sukcesu                             | Janusz Dymek                         | Paweł Jurek, Jan Purzycki (pomysł)                           |
| 172.  | 31.10.1999            | Notes                                       | Janusz Dymek                         | Paweł Jurek, Jan Purzycki (pomysł)                           |
| 173.  | 01.11.1999            | Powrót Barbary                              | Janusz Dymek                         | Jan Purzycki                                                 |
| 174.  | 06.11.1999            | Być damą                                    | Janusz Dymek                         | Jan Purzycki                                                 |
| 175.  | 07.11.1999            | Gigant                                      | Janusz Dymek                         | Jan Purzycki                                                 |
| 176.  | 12.11.1999            | Kontrola                                    | Janusz Dymek                         | Jan Purzycki                                                 |
| 177.  | 13.11.1999            | Staż                                        | Ireneusz Engler                      | Tomasz Solarewicz, Jan Purzycki (pomysł)                     |
| 178.  | 14.11.1999            | Zakochani                                   | Ireneusz Engler                      | Tomasz Solarewicz, Jan Purzycki (pomysł)                     |
| 179.  | 20.11.1999            | Droga                                       | Ireneusz Engler                      | Paweł Jurek, Jan Purzycki (pomysł)                           |
| 180.  | 21.11.1999            | Złoty krąg                                  | Ireneusz Engler                      | Paweł Jurek, Jan Purzycki (pomysł)                           |
| 181.  | 27.11.1999            | Mamuśka                                     | Ireneusz Engler                      | Jan Purzycki                                                 |
| 182.  | 28.11.1999            | Wybuch                                      | Ireneusz Engler                      | Jan Purzycki                                                 |
| 183.  | 04.12.1999            | Zły duch                                    | Ireneusz Engler                      | Jan Purzycki                                                 |
| 184.  | 05.12.1999            | Trzy listy                                  | Ireneusz Engler                      | Jan Purzycki                                                 |
| 185.  | 11.12.1999            | Piramida strachu                            | Janusz Dymek                         | Tomasz Solarewicz, Jan Purzycki (pomysł)                     |
| 186.  | 12.12.1999            | Emeryt                                      | Janusz Dymek                         | Tomasz Solarewicz, Jan Purzycki (pomysł)                     |
| 187.  | 18.12.1999            | Przeprosiny                                 | Janusz Dymek                         | Paweł Jurek, Jan Purzycki (pomysł)                           |
| 188.  | 19.12.1999            | Nowy listonosz                              | Janusz Dymek                         | Paweł Jurek, Jan Purzycki (pomysł)                           |
| 189.  | 25.12.1999            | Hańba                                       | Janusz Dymek                         | Jan Purzycki                                                 |
| 190.  | 26.12.1999            | Gazetowy rogacz                             | Janusz Dymek                         | Jan Purzycki                                                 |
| 191.  | 01.01.2000            | Medialni bohaterowie                        | Janusz Dymek                         | Jan Purzycki                                                 |
| 192.  | 02.01.2000            | Diabelska propozycja                        | Janusz Dymek                         | Jan Purzycki                                                 |
| 193.  | 08.01.2000            | Zagrywka                                    | Ireneusz Engler                      | Tomasz Solarewicz, Jan Purzycki (pomysł)                     |
| 194.  | 09.01.2000            | Sprostowanie                                | Ireneusz Engler                      | Paweł Jurek, Jan Purzycki (pomysł)                           |
| 195.  | 15.01.2000            | Ucieczka Maryny                             | Ireneusz Engler                      | Paweł Jurek, Jan Purzycki (pomysł)                           |
| 196.  | 16.01.2000            | Zniknięcie                                  | Ireneusz Engler                      | Tomasz Solarewicz, Jan Purzycki (pomysł)                     |
| 197.  | 22.01.2000            | Artystka                                    | Ireneusz Engler                      | Jan Purzycki                                                 |
| 198.  | 23.01.2000            | Lalki                                       | Ireneusz Engler                      | Jan Purzycki                                                 |
| 199.  | 29.01.2000            | Żebrak                                      | Ireneusz Engler                      | Jan Purzycki                                                 |
| 200.  | 30.01.2000            | Emil                                        | Ireneusz Engler                      | Jan Purzycki                                                 |
| 201.  | 05.02.2000            | Podwójne uczucia                            | Radosław Piwowarski                  | Jan Purzycki                                                 |
| 202.  | 06.02.2000            | Chory człowiek                              | Radosław Piwowarski                  | Jan Purzycki                                                 |
| 203.  | 12.02.2000            | Prawdziwe szczęście komendanta              | Radosław Piwowarski                  | Jan Purzycki                                                 |
| 204.  | 13.02.2000            | Ostatni raz                                 | Radosław Piwowarski                  | Jan Purzycki                                                 |
| 205.  | 19.02.2000            | Mielizna                                    | Janusz Dymek                         | Tomasz Solarewicz, Jan Purzycki (pomysł)                     |
| 206.  | 20.02.2000            | Spadkobierca                                | Janusz Dymek                         | Paweł Jurek, Jan Purzycki (pomysł)                           |
| 207.  | 26.02.2000            | Goodbye, Złotopolski                        | Janusz Dymek                         | Paweł Jurek, Jan Purzycki (pomysł)                           |
| 208.  | 27.02.2000            | Do dwóch razy sztuka                        | Janusz Dymek                         | Tomasz Solarewicz, Jan Purzycki (pomysł)                     |
| 209.  | 04.03.2000            | Po ślubie                                   | Janusz Dymek                         | Jan Purzycki                                                 |
| 210.  | 05.03.2000            | Walet                                       | Janusz Dymek                         | Jan Purzycki                                                 |
| 211.  | 11.03.2000            | Bezrobotni                                  | Janusz Dymek                         | Jan Purzycki                                                 |
| 212.  | 12.03.2000            | Przekręt                                    | Janusz Dymek                         | Jan Purzycki                                                 |
| 213.  | 18.03.2000            | Ciemne chmury                               | Ireneusz Engler                      | Jan Purzycki                                                 |
| 214.  | 19.03.2000            | Szwajcaria                                  | Ireneusz Engler                      | Paweł Jurek, Jan Purzycki (pomysł)                           |
| 215.  | 25.03.2000            | Starania                                    | Ireneusz Engler                      | Paweł Jurek, Jan Purzycki (pomysł)                           |
| 216.  | 26.03.2000            | Operacja                                    | Ireneusz Engler                      | Paweł Jurek, Jan Purzycki (pomysł)                           |
| 217.  | 01.04.2000            | Święta ziemia                               | Ireneusz Engler                      | Jan Purzycki                                                 |
| 218.  | 02.04.2000            | Czuwanie                                    | Ireneusz Engler                      | Jan Purzycki                                                 |
| 219.  | 08.04.2000            | Sprawka Barbary                             | Ireneusz Engler                      | Jan Purzycki                                                 |
| 220.  | 09.04.2000            | Wyrok                                       | Ireneusz Engler                      | Jan Purzycki                                                 |
| 221.  | 15.04.2000            | Męskie decyzje                              | Janusz Dymek                         | Agnieszka Błotnicka, Jan Purzycki (pomysł)                   |
| 222.  | 16.04.2000            | Akcja Marylki                               | Janusz Dymek                         | Agnieszka Błotnicka, Jan Purzycki (pomysł)                   |
| 223.  | 22.04.2000            | Powrót męża                                 | Janusz Dymek                         | Jan Purzycki                                                 |
| 224.  | 23.04.2000            | Kawałek podłogi                             | Janusz Dymek                         | Jan Purzycki                                                 |
| 225.  | 24.04.2000            | Trójkąt                                     | Janusz Dymek                         | Jan Purzycki                                                 |
| 226.  | 29.04.2000            | Powrót Zenka                                | Janusz Dymek                         | Jan Purzycki                                                 |
| 227.  | 30.04.2000            | Zmówiny                                     | Janusz Dymek                         | Jan Purzycki                                                 |
| 228.  | 01.05.2000            | Szamerunek                                  | Janusz Dymek                         | Jan Purzycki                                                 |
| 229.  | 02.05.2000            | Kamera Karabasza                            | Radosław Piwowarski                  | Agnieszka Błotnicka, Jan Purzycki (pomysł)                   |
| 230.  | 03.05.2000            | Szantaż                                     | Radosław Piwowarski                  | Agnieszka Błotnicka, Jan Purzycki (pomysł)                   |
| 231.  | 06.05.2000            | Przestrogi                                  | Radosław Piwowarski                  | Paweł Jurek, Jan Purzycki (pomysł)                           |
| 232.  | 07.05.2000            | Prawda                                      | Radosław Piwowarski                  | Paweł Jurek, Jan Purzycki (pomysł)                           |
| 233.  | 13.05.2000            | Badania                                     | Radosław Piwowarski                  | Jan Purzycki                                                 |
| 234.  | 14.05.2000            | Ciężka choroba                              | Radosław Piwowarski                  | Jan Purzycki                                                 |
| 235.  | 20.05.2000            | Geny                                        | Ireneusz Engler                      | Jan Purzycki                                                 |
| 236.  | 21.05.2000            | Babskie trio                                | Ireneusz Engler                      | Jan Purzycki                                                 |
| 237.  | 27.05.2000            | Dla dobra rodziny                           | Ireneusz Engler                      | Tomasz Solarewicz, Jan Purzycki (pomysł)                     |
| 238.  | 28.05.2000            | Uzdrowiciel                                 | Ireneusz Engler                      | Tomasz Solarewicz, Jan Purzycki (pomysł)                     |
| 239.  | 03.06.2000            | Brzemienne skutki                           | Ireneusz Engler                      | Paweł Jurek, Jan Purzycki (pomysł)                           |
| 240.  | 04.06.2000            | W zaparte                                   | Ireneusz Engler                      | Paweł Jurek, Jan Purzycki (pomysł)                           |
| 241.  | 10.06.2000            | Męski wieczór                               | Ireneusz Engler                      | Jan Purzycki                                                 |
| 242.  | 11.06.2000            | Dwie żony                                   | Ireneusz Engler                      | Jan Purzycki                                                 |
| 243.  | 17.06.2000            | Powrót rywala                               | Janusz Dymek                         | Tomasz Solarewicz, Jan Purzycki (pomysł)                     |
| 244.  | 18.06.2000            | Gorzka prawda                               | Janusz Dymek                         | Tomasz Solarewicz, Jan Purzycki (pomysł)                     |
| 245.  | 22.06.2000            | Śledztwo                                    | Janusz Dymek                         | Paweł Jurek, Jan Purzycki (pomysł)                           |
| 246.  | 23.06.2000            | Wspólne interesy                            | Janusz Dymek                         | Paweł Jurek, Jan Purzycki (pomysł)                           |
| 247.  | 24.06.2000            | Tren                                        | Janusz Dymek                         | Jan Purzycki                                                 |
| 248.  | 25.06.2000            | Debiut                                      | Janusz Dymek                         | Jan Purzycki                                                 |
| 249.  | 16.09.2000            | Kołtun                                      | Janusz Dymek                         | Jan Purzycki                                                 |
| 250.  | 17.09.2000            | Dwa kołtuny                                 | Janusz Dymek                         | Jan Purzycki                                                 |
| 251.  | 23.09.2000            | Odwet                                       | Ireneusz Engler                      | Jan Purzycki                                                 |
| 252.  | 24.09.2000            | Ładna rodzinka                              | Ireneusz Engler                      | Jan Purzycki                                                 |
| 253.  | 30.09.2000            | Nic nie było                                | Ireneusz Engler                      | Jan Purzycki                                                 |
| 254.  | 01.10.2000            | Nie powiem                                  | Ireneusz Engler                      | Jan Purzycki                                                 |
| 255.  | 07.10.2000            | Trzeba być matką                            | Ireneusz Engler                      | Tomasz Solarewicz, Jan Purzycki (pomysł)                     |
| 256.  | 08.10.2000            | Don Dionizy Corleone                        | Ireneusz Engler                      | Tomasz Solarewicz, Jan Purzycki (pomysł)                     |
| 257.  | 14.10.2000            | Jasnowidz                                   | Ireneusz Engler                      | Paweł Jurek, Jan Purzycki (pomysł)                           |
| 258.  | 15.10.2000            | Sam nie wiem                                | Ireneusz Engler                      | Paweł Jurek, Jan Purzycki (pomysł)                           |
| 259.  | 21.10.2000            | Będzie dziedzic                             | Janusz Dymek                         | Jan Purzycki                                                 |
| 260.  | 22.10.2000            | Powrót bohatera                             | Janusz Dymek                         | Jan Purzycki                                                 |
| 261.  | 28.10.2000            | Chorobliwa miłość                           | Janusz Dymek                         | Jan Purzycki                                                 |
| 262.  | 29.10.2000            | Burza                                       | Janusz Dymek                         | Jan Purzycki                                                 |
| 263.  | 01.11.2000            | Ty i ja                                     | Janusz Dymek                         | Tomasz Solarewicz, Jan Purzycki (pomysł)                     |
| 264.  | 04.11.2000            | Prawy prosty                                | Janusz Dymek                         | Tomasz Solarewicz, Jan Purzycki (pomysł)                     |
| 265.  | 05.11.2000            | Wieczne starania                            | Janusz Dymek                         | Paweł Jurek, Jan Purzycki (pomysł)                           |
| 266.  | 11.11.2000            | Nadzwyczajni i zwyczajni                    | Janusz Dymek                         | Paweł Jurek, Jan Purzycki (pomysł)                           |
| 267.  | 12.11.2000            | Tajemnicze poszukiwania                     | Radosław Piwowarski                  | Jan Purzycki                                                 |
| 268.  | 18.11.2000            | Wolny                                       | Radosław Piwowarski                  | Jan Purzycki                                                 |
| 269.  | 19.11.2000            | Pięćdziesiąt tysięcy dolarów                | Radosław Piwowarski                  | Jan Purzycki                                                 |
| 270.  | 25.11.2000            | Kłopotliwe pieniądze                        | Radosław Piwowarski                  | Jan Purzycki                                                 |
| 271.  | 26.11.2000            | Podział                                     | Radosław Piwowarski                  | Jan Purzycki                                                 |
| 272.  | 02.12.2000            | Tajemnica spowiedzi                         | Radosław Piwowarski                  | Jan Purzycki                                                 |
| 273.  | 03.12.2000            | Wypadki miłosne                             | Radosław Piwowarski                  | Jan Purzycki                                                 |
| 274.  | 09.12.2000            | W Ruinach Jana                              | Radosław Piwowarski                  | Jan Purzycki                                                 |
| 275.  | 10.12.2000            | Ogłoszenie                                  | Ireneusz Engler                      | Jan Purzycki                                                 |
| 276.  | 16.12.2000            | Memento mori                                | Ireneusz Engler                      | Jan Purzycki                                                 |
| 277.  | 17.12.2000            | Wymodlona                                   | Ireneusz Engler                      | Jan Purzycki                                                 |
| 278.  | 23.12.2000            | Donos                                       | Ireneusz Engler                      | Jan Purzycki                                                 |
| 279.  | 24.12.2000            | Zabłąkani                                   | Ireneusz Engler                      | Jan Purzycki                                                 |
| 280.  | 25.12.2000            | Kuszenie                                    | Ireneusz Engler                      | Jan Purzycki                                                 |
| 281.  | 26.12.2000            | Ani be, ani me, ani kukuryku                | Ireneusz Engler                      | Jan Purzycki                                                 |
| 282.  | 30.12.2000            | Niezastąpiony                               | Ireneusz Engler                      | Jan Purzycki                                                 |
| 283.  | 31.12.2000            | Przebite opony                              | Ireneusz Engler                      | Jan Purzycki                                                 |
| 284.  | 01.01.2001            | Pluskwa                                     | Janusz Dymek                         | Jan Purzycki                                                 |
| 285.  | 06.01.2001            | Układ                                       | Janusz Dymek                         | Jan Purzycki                                                 |
| 286.  | 07.01.2001            | Męskie badania                              | Janusz Dymek                         | Jan Purzycki                                                 |
| 287.  | 13.01.2001            | Łóżko                                       | Janusz Dymek                         | Jan Purzycki                                                 |
| 288.  | 14.01.2001            | Na środku wsi                               | Janusz Dymek                         | Jan Purzycki                                                 |
| 289.  | 20.01.2001            | O molestowaniu                              | Janusz Dymek                         | Jan Purzycki                                                 |
| 290.  | 21.01.2001            | Zguba                                       | Janusz Dymek                         | Jan Purzycki                                                 |
| 291.  | 27.01.2001            | Wróżba                                      | Ireneusz Engler                      | Jan Purzycki                                                 |
| 292.  | 28.01.2001            | Pomyłka telefoniczna                        | Ireneusz Engler                      | Jan Purzycki                                                 |
| 293.  | 03.02.2001            | Oświadczyny                                 | Ireneusz Engler                      | Jan Purzycki                                                 |
| 294.  | 04.02.2001            | Klonacja                                    | Ireneusz Engler                      | Jan Purzycki                                                 |
| 295.  | 10.02.2001            | Inicjały                                    | Ireneusz Engler                      | Jan Purzycki                                                 |
| 296.  | 11.02.2001            | Zapisane w kartach                          | Ireneusz Engler                      | Jan Purzycki                                                 |
| 297.  | 17.02.2001            | Iluzja                                      | Ireneusz Engler                      | Jan Purzycki                                                 |
| 298.  | 18.02.2001            | Oszust matrymonialny                        | Ireneusz Engler                      | Jan Purzycki                                                 |
| 299.  | 24.02.2001            | Śmierć Kęsika                               | Radosław Piwowarski                  | Jan Purzycki                                                 |
| 300.  | 25.02.2001            | Klementyna                                  | Radosław Piwowarski                  | Jan Purzycki                                                 |
| 301.  | 03.03.2001            | Ciekawa alternatywa                         | Radosław Piwowarski                  | Jan Purzycki                                                 |
| 302.  | 04.03.2001            | Marta to grzech                             | Radosław Piwowarski                  | Jan Purzycki                                                 |
| 303.  | 10.03.2001            | Erotoman pocztowy                           | Radosław Piwowarski                  | Jan Purzycki                                                 |
| 304.  | 11.03.2001            | Nic wielkiego się nie stało                 | Radosław Piwowarski                  | Jan Purzycki                                                 |
| 305.  | 17.03.2001            | Laska                                       | Radosław Piwowarski                  | Jan Purzycki                                                 |
| 306.  | 18.03.2001            | Katolik                                     | Radosław Piwowarski                  | Jan Purzycki                                                 |
| 307.  | 24.03.2001            | Walka Marty                                 | Janusz Dymek                         | Jan Purzycki                                                 |
| 308.  | 25.03.2001            | Wiara czyni cuda                            | Janusz Dymek                         | Jan Purzycki                                                 |
| 309.  | 31.03.2001            | Żadnego pożytku z senatorów                 | Janusz Dymek                         | Jan Purzycki                                                 |
| 310.  | 01.04.2001            | Złamana ręka, zwichnięta noga               | Janusz Dymek                         | Jan Purzycki                                                 |
| 311.  | 07.04.2001            | Nieoczekiwany powrót                        | Janusz Dymek                         | Jan Purzycki                                                 |
| 312.  | 08.04.2001            | Spoliczkowany                               | Janusz Dymek                         | Jan Purzycki                                                 |
| 313.  | 14.04.2001            | Duchy                                       | Janusz Dymek                         | Jan Purzycki                                                 |
| 314.  | 15.04.2001            | Sutanna                                     | Janusz Dymek                         | Jan Purzycki                                                 |
| 315.  | 16.04.2001            | Waldemar, czyli Waldek                      | Ireneusz Engler                      | Jan Purzycki                                                 |
| 316.  | 21.04.2001            | Powrót synka                                | Ireneusz Engler                      | Jan Purzycki                                                 |
| 317.  | 22.04.2001            | Diabeł stoi na warcie                       | Ireneusz Engler                      | Jan Purzycki                                                 |
| 318.  | 28.04.2001            | Korespondencja intymna                      | Ireneusz Engler                      | Jan Purzycki                                                 |
| 319.  | 29.04.2001            | Dobre samopoczucie                          | Ireneusz Engler                      | Jan Purzycki                                                 |
| 320.  | 01.05.2001            | To byłby piękny majątek                     | Ireneusz Engler                      | Jan Purzycki                                                 |
| 321.  | 03.05.2001            | Zwidy                                       | Ireneusz Engler                      | Jan Purzycki                                                 |
| 322.  | 05.05.2001            | Kwas                                        | Ireneusz Engler                      | Jan Purzycki                                                 |
| 323.  | 06.05.2001            | Walc                                        | Ireneusz Engler                      | Jan Purzycki                                                 |
| 324.  | 12.05.2001            | Amerykańska wróżka                          | Ireneusz Engler                      | Jan Purzycki                                                 |
| 325.  | 13.05.2001            | Jeszcze raz, od początku                    | Janusz Dymek                         | Jan Purzycki                                                 |
| 326.  | 19.05.2001            | Kolczyk i chusteczka                        | Janusz Dymek                         | Jan Purzycki                                                 |
| 327.  | 20.05.2001            | Miłość to dzikie zwierzę                    | Janusz Dymek                         | Jan Purzycki                                                 |
| 328.  | 26.05.2001            | Fermentacje                                 | Janusz Dymek                         | Jan Purzycki                                                 |
| 329.  | 27.05.2001            | Po pogrzebie                                | Janusz Dymek                         | Jan Purzycki                                                 |
| 330.  | 02.06.2001            | Do seminarium, łotrze                       | Janusz Dymek                         | Jan Purzycki                                                 |
| 331.  | 03.06.2001            | Kobiety                                     | Janusz Dymek                         | Jan Purzycki                                                 |
| 332.  | 09.06.2001            | Nigdy się z tobą nie rozwiodę               | Janusz Dymek                         | Jan Purzycki                                                 |
| 333.  | 10.06.2001            | Dziecko                                     | Radosław Piwowarski                  | Jan Purzycki                                                 |
| 334.  | 14.06.2001            | Szczęście Kowalskiego                       | Radosław Piwowarski                  | Jan Purzycki                                                 |
| 335.  | 15.06.2001            | Waldek i Marcysia                           | Radosław Piwowarski                  | Jan Purzycki                                                 |
| 336.  | 16.06.2001            | Grzeszne myśli                              | Radosław Piwowarski                  | Jan Purzycki                                                 |
| 337.  | 17.06.2001            | Będzie miał na imię Jurek                   | Radosław Piwowarski                  | Jan Purzycki                                                 |
| 338.  | 23.06.2001            | Lubczykowe zabiegi                          | Radosław Piwowarski                  | Jan Purzycki                                                 |
| 339.  | 24.06.2001            | Namiętności                                 | Radosław Piwowarski                  | Jan Purzycki                                                 |
| 340.  | 08.09.2001            | Chęć życia                                  | Radosław Piwowarski                  | Jan Purzycki                                                 |
| 341.  | 09.09.2001            | Niewysłany list                             | Ireneusz Engler                      | Jan Purzycki                                                 |
| 342.  | 15.09.2001            | Odrzucone listy                             | Ireneusz Engler                      | Jan Purzycki                                                 |
| 343.  | 16.09.2001            | Odnaleziona, odnaleziony                    | Ireneusz Engler                      | Jan Purzycki                                                 |
| 344.  | 22.09.2001            | To nie wszystko                             | Ireneusz Engler                      | Jan Purzycki                                                 |
| 345.  | 23.09.2001            | A jednak... mimochodem                      | Ireneusz Engler                      | Jan Purzycki                                                 |
| 346.  | 29.09.2001            | Śmiech i łzy Ilony                          | Ireneusz Engler                      | Jan Purzycki                                                 |
| 347.  | 30.09.2001            | Milion dolarów                              | Ireneusz Engler                      | Jan Purzycki                                                 |
| 348.  | 06.10.2001            | Wypędzony                                   | Ireneusz Engler                      | Jan Purzycki                                                 |
| 349.  | 07.10.2001            | Sztywniak                                   | Janusz Dymek                         | Jan Purzycki                                                 |
| 350.  | 13.10.2001            | Kozy i barany                               | Janusz Dymek                         | Jan Purzycki                                                 |
| 351.  | 14.10.2001            | Polak, Chińczyk – dwa bratanki              | Janusz Dymek                         | Jan Purzycki                                                 |
| 352.  | 20.10.2001            | Wio                                         | Janusz Dymek                         | Jan Purzycki                                                 |
| 353.  | 21.10.2001            | Test ciążowy                                | Janusz Dymek                         | Jan Purzycki                                                 |
| 354.  | 27.10.2001            | Narzeczone i kawalerowie                    | Janusz Dymek                         | Jan Purzycki                                                 |
| 355.  | 28.10.2001            | Józefie! Czy ci nie żal?                    | Janusz Dymek                         | Jan Purzycki                                                 |
| 356.  | 01.11.2001            | Zaginiona                                   | Janusz Dymek                         | Jan Purzycki                                                 |
| 357.  | 02.11.2001            | Rio boskie, Franek gapa                     | Radosław Piwowarski                  | Jan Purzycki                                                 |
| 358.  | 03.11.2001            | Zguba się znalazła                          | Radosław Piwowarski                  | Jan Purzycki                                                 |
| 359.  | 04.11.2001            | Dwie szklanki wody                          | Radosław Piwowarski                  | Jan Purzycki                                                 |
| 360.  | 10.11.2001            | Grzeszny pocałunek                          | Radosław Piwowarski                  | Jan Purzycki                                                 |
| 361.  | 11.11.2001            | Szybkobiegacz                               | Radosław Piwowarski                  | Jan Purzycki                                                 |
| 362.  | 17.11.2001            | Dziecko incognito                           | Radosław Piwowarski                  | Jan Purzycki                                                 |
| 363.  | 18.11.2001            | Odrzucony                                   | Radosław Piwowarski                  | Jan Purzycki                                                 |
| 364.  | 24.11.2001            | Żyje, będzie żył                            | Radosław Piwowarski                  | Jan Purzycki                                                 |
| 365.  | 25.11.2001            | Zgoda                                       | Ireneusz Engler                      | Jan Purzycki                                                 |
| 366.  | 01.12.2001            | Aresztowany                                 | Ireneusz Engler                      | Jan Purzycki                                                 |
| 367.  | 02.12.2001            | Trzeba się kochać                           | Ireneusz Engler                      | Jan Purzycki                                                 |
| 368.  | 08.12.2001            | Jak będzie między nami?                     | Ireneusz Engler                      | Jan Purzycki                                                 |
| 369.  | 09.12.2001            | Kompleks Fredka                             | Ireneusz Engler                      | Jan Purzycki                                                 |
| 370.  | 15.12.2001            | Przedłużenie                                | Ireneusz Engler                      | Jan Purzycki                                                 |
| 371.  | 16.12.2001            | Przypływy uczuć                             | Ireneusz Engler                      | Jan Purzycki                                                 |
| 372.  | 22.12.2001            | Bezradna medycyna                           | Ireneusz Engler                      | Jan Purzycki                                                 |
| 373.  | 23.12.2001            | Długi sen                                   | Janusz Dymek                         | Jan Purzycki                                                 |
| 374.  | 24.12.2001            | Obudzony                                    | Janusz Dymek                         | Jan Purzycki                                                 |
| 375.  | 25.12.2001            | Te podłe Złotopolskie                       | Janusz Dymek                         | Jan Purzycki                                                 |
| 376.  | 26.12.2001            | To jak matka nieboszczka                    | Janusz Dymek                         | Jan Purzycki                                                 |
| 377.  | 29.12.2001            | Nocne harce                                 | Janusz Dymek                         | Jan Purzycki                                                 |
| 378.  | 30.12.2001            | Trzeci to jest trzeci                       | Janusz Dymek                         | Jan Purzycki                                                 |
| 379.  | 31.12.2001            | Niewolnice                                  | Janusz Dymek                         | Jan Purzycki                                                 |
| 380.  | 01.01.2002            | Prekursor                                   | Janusz Dymek                         | Jan Purzycki                                                 |
| 381.  | 05.01.2002            | Niekochani                                  | Radosław Piwowarski                  | Jan Purzycki                                                 |
| 382.  | 06.01.2002            | Sprawiedliwość mamusi                       | Radosław Piwowarski                  | Jan Purzycki                                                 |
| 383.  | 12.01.2002            | Na urlopie                                  | Radosław Piwowarski                  | Jan Purzycki                                                 |
| 384.  | 13.01.2002            | Na górze prawie załatwione                  | Radosław Piwowarski                  | Jan Purzycki                                                 |
| 385.  | 19.01.2002            | Kalwin                                      | Radosław Piwowarski                  | Jan Purzycki                                                 |
| 386.  | 20.01.2002            | Alergie, uczulenia i migreny                | Radosław Piwowarski                  | Jan Purzycki                                                 |
| 387.  | 26.01.2002            | Pamiętnikarz                                | Radosław Piwowarski                  | Jan Purzycki                                                 |
| 388.  | 27.01.2002            | Trio                                        | Radosław Piwowarski                  | Jan Purzycki                                                 |
| 389.  | 02.02.2002            | Grzech                                      | Ireneusz Engler                      | Jan Purzycki                                                 |
| 390.  | 03.02.2002            | Erotyczna noc poślubna                      | Ireneusz Engler                      | Jan Purzycki                                                 |
| 391.  | 09.02.2002            | Drugi prekursor                             | Ireneusz Engler                      | Jan Purzycki                                                 |
| 392.  | 10.02.2002            | Nic się nie zgadza                          | Ireneusz Engler                      | Jan Purzycki                                                 |
| 393.  | 16.02.2002            | Mały senator                                | Ireneusz Engler                      | Jan Purzycki                                                 |
| 394.  | 17.02.2002            | Hormony                                     | Ireneusz Engler                      | Jan Purzycki                                                 |
| 395.  | 23.02.2002            | Niech żywi nie tracą nadziei                | Ireneusz Engler                      | Jan Purzycki                                                 |
| 396.  | 24.02.2002            | Będą wnuki                                  | Ireneusz Engler                      | Jan Purzycki                                                 |
| 397.  | 02.03.2002            | Trucizna                                    | Janusz Dymek                         | Jan Purzycki                                                 |
| 398.  | 03.03.2002            | Cześć malutka                               | Janusz Dymek                         | Jan Purzycki                                                 |
| 399.  | 09.03.2002            | Perkusiści                                  | Janusz Dymek                         | Jan Purzycki                                                 |
| 400.  | 10.03.2002            | Remanenty                                   | Janusz Dymek                         | Jan Purzycki                                                 |
| 401.  | 16.03.2002            | Mirka trzeba ratować                        | Janusz Dymek                         | Jan Purzycki                                                 |
| 402.  | 17.03.2002            | Dwa krzyże                                  | Janusz Dymek                         | Jan Purzycki                                                 |
| 403.  | 23.03.2002            | Fałszywa stówa                              | Janusz Dymek                         | Jan Purzycki                                                 |
| 404.  | 24.03.2002            | Placebo                                     | Janusz Dymek                         | Jan Purzycki                                                 |
| 405.  | 30.03.2002            | I po co nam to było?                        | Radosław Piwowarski                  | Jan Purzycki                                                 |
| 406.  | 31.03.2002            | Siedem czerwonych róż                       | Radosław Piwowarski                  | Jan Purzycki                                                 |
| 407.  | 01.04.2002            | Kasting                                     | Radosław Piwowarski                  | Jan Purzycki                                                 |
| 408.  | 06.04.2002            | Wybory                                      | Radosław Piwowarski                  | Jan Purzycki                                                 |
| 409.  | 07.04.2002            | Wybór posła                                 | Radosław Piwowarski                  | Jan Purzycki                                                 |
| 410.  | 13.04.2002            | Zaskakujące wybory                          | Radosław Piwowarski                  | Jan Purzycki                                                 |
| 411.  | 14.04.2002            | Irytacje                                    | Radosław Piwowarski                  | Jan Purzycki                                                 |
| 412.  | 20.04.2002            | Babcie są naj...                            | Radosław Piwowarski                  | Jan Purzycki                                                 |
| 413.  | 21.04.2002            | Poseł nie gryzie                            | Janusz Dymek                         | Jan Purzycki                                                 |
| 414.  | 27.04.2002            | Córka posła                                 | Janusz Dymek                         | Jan Purzycki                                                 |
| 415.  | 28.04.2002            | Anatema                                     | Janusz Dymek                         | Jan Purzycki                                                 |
| 416.  | 01.05.2002            | Rogi od listonosza                          | Janusz Dymek                         | Jan Purzycki                                                 |
| 417.  | 02.05.2002            | Ciągłość władzy                             | Janusz Dymek                         | Jan Purzycki                                                 |
| 418.  | 03.05.2002            | Straszy                                     | Janusz Dymek                         | Jan Purzycki                                                 |
| 419.  | 04.05.2002            | Z żywymi też są kłopoty                     | Janusz Dymek                         | Jan Purzycki                                                 |
| 420.  | 05.05.2002            | Możliwości energicznej kobiety              | Janusz Dymek                         | Jan Purzycki                                                 |
| 421.  | 11.05.2002            | Większość absolutna                         | Ireneusz Engler                      | Jan Purzycki                                                 |
| 422.  | 12.05.2002            | Sklepowy fortel                             | Ireneusz Engler                      | Jan Purzycki                                                 |
| 423.  | 18.05.2002            | Byt wirtualny                               | Ireneusz Engler                      | Jan Purzycki                                                 |
| 424.  | 19.05.2002            | Per Dionizy...                              | Ireneusz Engler                      | Jan Purzycki                                                 |
| 425.  | 25.05.2002            | Romantyczny poganin                         | Ireneusz Engler                      | Jan Purzycki                                                 |
| 426.  | 26.05.2002            | Smuga cienia                                | Ireneusz Engler                      | Jan Purzycki                                                 |
| 427.  | 30.05.2002            | Kusząca myśl                                | Ireneusz Engler                      | Jan Purzycki                                                 |
| 428.  | 31.05.2002            | Jestem przy tobie, Hubert                   | Ireneusz Engler                      | Jan Purzycki                                                 |
| 429.  | 01.06.2002            | Waszyngtońska wizyta posła                  | Radosław Piwowarski                  | Jan Purzycki                                                 |
| 430.  | 02.06.2002            | Kandydat na lokatora                        | Radosław Piwowarski                  | Jan Purzycki                                                 |
| 431.  | 08.06.2002            | Odpowiedź prezydenta                        | Radosław Piwowarski                  | Jan Purzycki                                                 |
| 432.  | 09.06.2002            | Szczęśliwy ojciec                           | Radosław Piwowarski                  | Jan Purzycki                                                 |
| 433.  | 15.06.2002            | Zaginiona, porwana?                         | Radosław Piwowarski                  | Jan Purzycki                                                 |
| 434.  | 16.06.2002            | Porwana narzeczona                          | Radosław Piwowarski                  | Jan Purzycki                                                 |
| 435.  | 22.06.2002            | Milczenie babki                             | Radosław Piwowarski                  | Jan Purzycki                                                 |
| 436.  | 23.06.2002            | Miłość czy przyjaźń?                        | Radosław Piwowarski                  | Jan Purzycki                                                 |
| 437.  | 07.09.2002            | Japończyk                                   | Ireneusz Engler                      | Jan Purzycki                                                 |
| 438.  | 08.09.2002            | Poważna gra                                 | Ireneusz Engler                      | Jan Purzycki                                                 |
| 439.  | 14.09.2002            | Wylany lubczyk                              | Ireneusz Engler                      | Jan Purzycki                                                 |
| 440.  | 15.09.2002            | Przyśpieszacz                               | Ireneusz Engler                      | Jan Purzycki                                                 |
| 441.  | 21.09.2002            | Niedopowiedzenia                            | Ireneusz Engler                      | Jan Purzycki                                                 |
| 442.  | 22.09.2002            | Ladaco                                      | Ireneusz Engler                      | Jan Purzycki                                                 |
| 443.  | 28.09.2002            | Ciężki frajer                               | Ireneusz Engler                      | Jan Purzycki                                                 |
| 444.  | 29.09.2002            | Skrypt dłużny                               | Ireneusz Engler                      | Jan Purzycki                                                 |
| 445.  | 05.10.2002            | Do widzenia, Marylka                        | Janusz Dymek                         | Jan Purzycki                                                 |
| 446.  | 06.10.2002            | Popołudnie                                  | Janusz Dymek                         | Jan Purzycki                                                 |
| 447.  | 12.10.2002            | "Cichy ślub"                                | Janusz Dymek                         | Jan Purzycki                                                 |
| 448.  | 13.10.2002            | Elektryczny pastuch                         | Janusz Dymek                         | Jan Purzycki                                                 |
| 449.  | 19.10.2002            | Tylko lubczyk                               | Janusz Dymek                         | Jan Purzycki                                                 |
| 450.  | 20.10.2002            | Ślub Waldka i Marcysi                       | Janusz Dymek                         | Jan Purzycki                                                 |
| 451.  | 27.10.2002            | Po ślubie                                   | Janusz Dymek                         | Jan Purzycki                                                 |
| 452.  | 01.11.2002            | Powrót Marity                               | Janusz Dymek                         | Jan Purzycki                                                 |
| 453.  | 02.11.2002            | Widmo z Nowego Jorku                        | Janusz Dymek                         | Jan Purzycki                                                 |
| 454.  | 03.11.2002            | Dwie kościelne żony                         | Janusz Dymek                         | Jan Purzycki                                                 |
| 455.  | 09.11.2002            | Duch byłej żony                             | Radosław Piwowarski                  | Jan Purzycki                                                 |
| 456.  | 10.11.2002            | Spacer Jemioły do raju                      | Radosław Piwowarski                  | Jan Purzycki                                                 |
| 457.  | 11.11.2002            | Pustelnik                                   | Radosław Piwowarski                  | Jan Purzycki                                                 |
| 458.  | 16.11.2002            | Piekło Księdza Leskiego                     | Radosław Piwowarski                  | Jan Purzycki                                                 |
| 459.  | 17.11.2002            | Zapach jemioły                              | Radosław Piwowarski                  | Jan Purzycki                                                 |
| 460.  | 23.11.2002            | Sny policjanta                              | Radosław Piwowarski                  | Jan Purzycki                                                 |
| 461.  | 24.11.2002            | Alibi Gromka                                | Radosław Piwowarski                  | Jan Purzycki                                                 |
| 462.  | 30.11.2002            | Napoleoński umysł                           | Radosław Piwowarski                  | Jan Purzycki                                                 |
| 463.  | 01.12.2002            | Wielki wstrząs                              | Radosław Piwowarski                  | Jan Purzycki                                                 |
| 464.  | 07.12.2002            | Śmieszność                                  | Radosław Piwowarski                  | Jan Purzycki                                                 |
| 465.  | 08.12.2002            | Śmieszność nas dopada                       | Ireneusz Engler                      | Jan Purzycki                                                 |
| 466.  | 14.12.2002            | Miłosne wróżby                              | Ireneusz Engler                      | Jan Purzycki                                                 |
| 467.  | 15.12.2002            | Trzeba zdać się na naturę                   | Ireneusz Engler                      | Jan Purzycki                                                 |
| 468.  | 21.12.2002            | Bankiet w ambasadzie                        | Ireneusz Engler                      | Jan Purzycki                                                 |
| 469.  | 22.12.2002            | Anonim                                      | Ireneusz Engler                      | Jan Purzycki                                                 |
| 470.  | 24.12.2002            | Postrzelać do księżyca                      | Ireneusz Engler                      | Jan Purzycki                                                 |
| 471.  | 25.12.2002            | Dyplomacja                                  | Ireneusz Engler                      | Jan Purzycki                                                 |
| 472.  | 26.12.2002            | Grzesznik                                   | Ireneusz Engler                      | Jan Purzycki                                                 |
| 473.  | 28.12.2002            | Zdrowe myśli policjanta                     | Radosław Piwowarski                  | Jan Purzycki                                                 |
| 474.  | 29.12.2002            | Mysz                                        | Radosław Piwowarski                  | Jan Purzycki                                                 |
| 475.  | 01.01.2003            | Niespodziewane namiętności                  | Radosław Piwowarski                  | Jan Purzycki                                                 |
| 476.  | 04.01.2003            | Zmięta seledynowa skarpetka                 | Radosław Piwowarski                  | Jan Purzycki                                                 |
| 477.  | 05.01.2003            | Takie coś... diabeł                         | Radosław Piwowarski                  | Jan Purzycki                                                 |
| 478.  | 11.01.2003            | Powrót Karabasza                            | Radosław Piwowarski                  | Jan Purzycki                                                 |
| 479.  | 12.01.2003            | Marzenie restauratorki                      | Radosław Piwowarski                  | Jan Purzycki                                                 |
| 480.  | 18.01.2003            | Dobra niedziela                             | Radosław Piwowarski                  | Jan Purzycki                                                 |
| 481.  | 19.01.2003            | Nigdy więcej                                | Janusz Dymek                         | Jan Purzycki                                                 |
| 482.  | 25.01.2003            | Zakamarki kobiecej duszy                    | Janusz Dymek                         | Jan Purzycki                                                 |
| 483.  | 26.01.2003            | Recepta                                     | Janusz Dymek                         | Jan Purzycki                                                 |
| 484.  | 01.02.2003            | Koniec świata                               | Janusz Dymek                         | Jan Purzycki                                                 |
| 485.  | 02.02.2003            | Kocham panią                                | Janusz Dymek                         | Jan Purzycki                                                 |
| 486.  | 08.02.2003            | Kajdanki                                    | Janusz Dymek                         | Jan Purzycki                                                 |
| 487.  | 09.02.2003            | Feminizm                                    | Janusz Dymek                         | Jan Purzycki                                                 |
| 488.  | 15.02.2003            | Łóżko                                       | Janusz Dymek                         | Jan Purzycki                                                 |
| 489.  | 16.02.2003            | Dobre dzieci                                | Ireneusz Engler                      | Jan Purzycki                                                 |
| 490.  | 22.02.2003            | Poselska pomoc                              | Ireneusz Engler                      | Jan Purzycki                                                 |
| 491.  | 23.02.2003            | Milczenie                                   | Ireneusz Engler                      | Jan Purzycki                                                 |
| 492.  | 01.03.2003            | Męska solidarność                           | Ireneusz Engler                      | Jan Purzycki                                                 |
| 493.  | 02.03.2003            | Dobre uczynki                               | Ireneusz Engler                      | Jan Purzycki                                                 |
| 494.  | 08.03.2003            | Słup                                        | Ireneusz Engler                      | Jan Purzycki                                                 |
| 495.  | 09.03.2003            | Poseł musi być logiczny                     | Ireneusz Engler                      | Jan Purzycki                                                 |
| 496.  | 15.03.2003            | To nie sen                                  | Ireneusz Engler                      | Jan Purzycki                                                 |
| 497.  | 16.03.2003            | Bezsenność                                  | Radosław Piwowarski                  | Jan Purzycki                                                 |
| 498.  | 22.03.2003            | Wdowy i gospodarka                          | Radosław Piwowarski                  | Jan Purzycki                                                 |
| 499.  | 23.03.2003            | Głębokie fundamenty                         | Radosław Piwowarski                  | Jan Purzycki                                                 |
| 500.  | 29.03.2003            | Urodziny Dionizego                          | Radosław Piwowarski                  | Jan Purzycki                                                 |
| 501.  | 30.03.2003            | Otruty                                      | Radosław Piwowarski                  | Jan Purzycki                                                 |
| 502.  | 05.04.2003            | Hau, hau                                    | Radosław Piwowarski                  | Jan Purzycki                                                 |
| 503.  | 06.04.2003            | Więcej molestować się nie dam               | Radosław Piwowarski                  | Jan Purzycki                                                 |
| 504.  | 12.04.2003            | Procedura                                   | Radosław Piwowarski                  | Jan Purzycki                                                 |
| 505.  | 13.04.2003            | Nieślubne dzieci                            | Janusz Dymek                         | Jan Purzycki                                                 |
| 506.  | 19.04.2003            | Powrót Marylki                              | Janusz Dymek                         | Jan Purzycki                                                 |
| 507.  | 20.04.2003            | Pogryziony                                  | Janusz Dymek                         | Jan Purzycki                                                 |
| 508.  | 21.04.2003            | Kobieta światowa                            | Janusz Dymek                         | Jan Purzycki                                                 |
| 509.  | 26.04.2003            | Oświadczyny                                 | Janusz Dymek                         | Jan Purzycki                                                 |
| 510.  | 27.04.2003            | Matrymonialne decyzje                       | Janusz Dymek                         | Jan Purzycki                                                 |
| 511.  | 01.05.2003            | Gospodarka według posła Jemioły             | Janusz Dymek                         | Jan Purzycki                                                 |
| 512.  | 02.05.2003            | Gejsza czy diablica?                        | Janusz Dymek                         | Jan Purzycki                                                 |
| 513.  | 03.05.2003            | Uroczyste oświadczyny                       | Ireneusz Engler                      | Jan Purzycki                                                 |
| 514.  | 04.05.2003            | Nad stawem                                  | Ireneusz Engler                      | Jan Purzycki                                                 |
| 515.  | 10.05.2003            | Wezwanie                                    | Ireneusz Engler                      | Jan Purzycki                                                 |
| 516.  | 11.05.2003            | Feministka                                  | Ireneusz Engler                      | Jan Purzycki                                                 |
| 517.  | 17.05.2003            | Hormony pod mundurem                        | Ireneusz Engler                      | Jan Purzycki                                                 |
| 518.  | 18.05.2003            | Nadgryziona                                 | Ireneusz Engler                      | Jan Purzycki                                                 |
| 519.  | 24.05.2003            | Dezintegracja i emerytura                   | Ireneusz Engler                      | Jan Purzycki                                                 |
| 520.  | 25.05.2003            | Zdrowie niewiernych żon                     | Ireneusz Engler                      | Jan Purzycki                                                 |
| 521.  | 31.05.2003            | Zawsze płacą kobiety                        | Janusz Dymek                         | Jan Purzycki                                                 |
| 522.  | 01.06.2003            | Próba genetyczna                            | Janusz Dymek                         | Jan Purzycki                                                 |
| 523.  | 07.06.2003            | Formacja schyłkowa                          | Janusz Dymek                         | Jan Purzycki                                                 |
| 524.  | 08.06.2003            | Czynności wstydliwe                         | Janusz Dymek                         | Jan Purzycki                                                 |
| 525.  | 14.06.2003            | Czarne rogi                                 | Janusz Dymek                         | Jan Purzycki                                                 |
| 526.  | 15.06.2003            | Dylematy współczesnego policjanta           | Janusz Dymek                         | Jan Purzycki                                                 |
| 527.  | 20.09.2003            | Uśmiech komunisty                           | Janusz Dymek                         | Jan Purzycki                                                 |
| 528.  | 21.09.2003            | Depilacja gratis!                           | Janusz Dymek                         | Jan Purzycki                                                 |
| 529.  | 27.09.2003            | Temperatura przedmałżeńska                  | Radosław Piwowarski                  | Jan Purzycki                                                 |
| 530.  | 28.09.2003            | Afrykański świątek                          | Radosław Piwowarski                  | Jan Purzycki                                                 |
| 531.  | 04.10.2003            | Mięsny interes z piękną kobietą             | Radosław Piwowarski                  | Jan Purzycki                                                 |
| 532.  | 05.10.2003            | Na łyżeczkę                                 | Radosław Piwowarski                  | Jan Purzycki                                                 |
| 533.  | 11.10.2003            | Grzech zaniechania                          | Radosław Piwowarski                  | Jan Purzycki                                                 |
| 534.  | 12.10.2003            | Pan z futerałem                             | Radosław Piwowarski                  | Jan Purzycki                                                 |
| 535.  | 18.10.2003            | Pomnik wolności                             | Radosław Piwowarski                  | Jan Purzycki                                                 |
| 536.  | 19.10.2003            | Rozpacz komandosa                           | Radosław Piwowarski                  | Jan Purzycki                                                 |
| 537.  | 25.10.2003            | Alibi względem przyzwoitości                | Ireneusz Engler                      | Jan Purzycki                                                 |
| 538.  | 26.10.2003            | Swatka                                      | Ireneusz Engler                      | Jan Purzycki                                                 |
| 539.  | 01.11.2003            | Kolia równa się kłopoty                     | Ireneusz Engler                      | Jan Purzycki                                                 |
| 540.  | 02.11.2003            | Sezon znikających mężczyzn                  | Ireneusz Engler                      | Jan Purzycki                                                 |
| 541.  | 08.11.2003            | Polarne noce i dni                          | Ireneusz Engler                      | Jan Purzycki                                                 |
| 542.  | 09.11.2003            | Fałszywe dwudziestki                        | Ireneusz Engler                      | Jan Purzycki                                                 |
| 543.  | 11.11.2003            | Pusta strefa                                | Ireneusz Engler                      | Jan Purzycki                                                 |
| 544.  | 16.11.2003            | Mundur to pancerz                           | Ireneusz Engler                      | Jan Purzycki                                                 |
| 545.  | 22.11.2003            | Ty kochasz Marylin Monroe                   | Janusz Dymek                         | Jan Purzycki                                                 |
| 546.  | 23.11.2003            | Skandal                                     | Janusz Dymek                         | Jan Purzycki                                                 |
| 547.  | 29.11.2003            | Najciemniej jest pod sławojką               | Janusz Dymek                         | Jan Purzycki                                                 |
| 548.  | 30.11.2003            | Już nie żyjesz, Jemioła!                    | Janusz Dymek                         | Jan Purzycki                                                 |
| 549.  | 06.12.2003            | Syndrom Marylin Monroe                      | Janusz Dymek                         | Jan Purzycki                                                 |
| 550.  | 07.12.2003            | Łóżko stateczności                          | Janusz Dymek                         | Jan Purzycki                                                 |
| 551.  | 13.12.2003            | Składany dowód cnoty                        | Janusz Dymek                         | Jan Purzycki                                                 |
| 552.  | 14.12.2003            | Wiedza operacyjna                           | Janusz Dymek                         | Jan Purzycki                                                 |
| 553.  | 20.12.2003            | Burza                                       | Ireneusz Engler                      | Jan Purzycki                                                 |
| 554.  | 21.12.2003            | Zabobony                                    | Ireneusz Engler                      | Jan Purzycki                                                 |
| 555.  | 25.12.2003            | Prewencja                                   | Ireneusz Engler                      | Jan Purzycki                                                 |
| 556.  | 26.12.2003            | Bierność policjanta                         | Ireneusz Engler                      | Jan Purzycki                                                 |
| 557.  | 27.12.2003            | Eleonora się rządzi                         | Ireneusz Engler                      | Jan Purzycki                                                 |
| 558.  | 28.12.2003            | Słodkie ciężary do dźwigania                | Ireneusz Engler                      | Jan Purzycki                                                 |
| 559.  | 01.01.2004            | Mężczyzna – istota hormonalna               | Ireneusz Engler                      | Jan Purzycki                                                 |
| 560.  | 03.01.2004            | Dowód koronny                               | Ireneusz Engler                      | Jan Purzycki                                                 |
| 561.  | 04.01.2004            | Świtezianka                                 | Janusz Dymek                         | Jan Purzycki                                                 |
| 562.  | 10.01.2004            | Demony                                      | Janusz Dymek                         | Jan Purzycki                                                 |
| 563.  | 17.01.2004            | Na co narażony jest mężczyzna               | Janusz Dymek                         | Jan Purzycki                                                 |
| 564.  | 18.01.2004            | Logo parlamentarne                          | Janusz Dymek                         | Jan Purzycki                                                 |
| 565.  | 24.01.2004            | Wolność nadeszła                            | Janusz Dymek                         | Jan Purzycki                                                 |
| 566.  | 25.01.2004            | Ruskie maniery                              | Janusz Dymek                         | Jan Purzycki                                                 |
| 567.  | 31.01.2004            | Chińskie chwyty                             | Janusz Dymek                         | Jan Purzycki                                                 |
| 568.  | 01.02.2004            | Skutki oprysku                              | Janusz Dymek                         | Jan Purzycki                                                 |
| 569.  | 07.02.2004            | Egzekutor                                   | Ireneusz Engler                      | Jan Purzycki                                                 |
| 570.  | 08.02.2004            | Bankructwo grabarza                         | Ireneusz Engler                      | Jan Purzycki                                                 |
| 571.  | 14.02.2004            | Szeryf się przestraszył                     | Ireneusz Engler                      | Jan Purzycki                                                 |
| 572.  | 15.02.2004            | Blef biznesowy                              | Ireneusz Engler                      | Jan Purzycki                                                 |
| 573.  | 21.02.2004            | Higiena psychiczna funkcjonariusza          | Ireneusz Engler                      | Jan Purzycki                                                 |
| 574.  | 22.02.2004            | Kruche biedactwa                            | Ireneusz Engler                      | Jan Purzycki                                                 |
| 575.  | 28.02.2004            | Trójkąty                                    | Ireneusz Engler                      | Jan Purzycki                                                 |
| 576.  | 29.02.2004            | Nikt nie jest bez skazy                     | Ireneusz Engler                      | Jan Purzycki                                                 |
| 577.  | 06.03.2004            | Synowa w ciąży                              | Janusz Dymek                         | Jan Purzycki                                                 |
| 578.  | 07.03.2004            | Raport wewnętrzny                           | Janusz Dymek                         | Jan Purzycki                                                 |
| 579.  | 13.03.2004            | Cała nadzieja w Ameryce                     | Janusz Dymek                         | Jan Purzycki                                                 |
| 580.  | 14.03.2004            | Refleksje mężczyzny przy kasie              | Janusz Dymek                         | Jan Purzycki                                                 |
| 581.  | 20.03.2004            | Odwet                                       | Janusz Dymek                         | Jan Purzycki                                                 |
| 582.  | 21.03.2004            | Wymuszone zeznania                          | Janusz Dymek                         | Jan Purzycki                                                 |
| 583.  | 27.03.2004            | Ten trzeci                                  | Janusz Dymek                         | Jan Purzycki                                                 |
| 584.  | 28.03.2004            | Model wzorcowy                              | Janusz Dymek                         | Jan Purzycki                                                 |
| 585.  | 03.04.2004            | Głupie myśli                                | Ireneusz Engler                      | Jan Purzycki                                                 |
| 586.  | 04.04.2004            | Młode żony gubią obrączki                   | Ireneusz Engler                      | Jan Purzycki                                                 |
| 587.  | 10.04.2004            | Szkoda pegeerów                             | Ireneusz Engler                      | Jan Purzycki                                                 |
| 588.  | 11.04.2004            | Mierność szczęściem jest człowieka          | Ireneusz Engler                      | Jan Purzycki                                                 |
| 589.  | 12.04.2004            | Wykrywacz kłamstw                           | Ireneusz Engler                      | Jan Purzycki                                                 |
| 590.  | 17.04.2004            | Wszystkie odpowiedzi są w menu              | Ireneusz Engler                      | Jan Purzycki                                                 |
| 591.  | 18.04.2004            | Rozmyślania o ludzkości                     | Ireneusz Engler                      | Jan Purzycki                                                 |
| 592.  | 24.04.2004            | Wybielacz                                   | Ireneusz Engler                      | Jan Purzycki                                                 |
| 593.  | 25.04.2004            | Metafora                                    | Radosław Piwowarski                  | Jan Purzycki                                                 |
| 594.  | 01.05.2004            | Atak na sklep                               | Radosław Piwowarski                  | Jan Purzycki                                                 |
| 595.  | 02.05.2004            | Jak sobie pościelesz tak się wyśpisz        | Radosław Piwowarski                  | Jan Purzycki                                                 |
| 596.  | 08.05.2004            | Zalotnicy                                   | Radosław Piwowarski                  | Jan Purzycki                                                 |
| 597.  | 09.05.2004            | Ślub                                        | Radosław Piwowarski                  | Jan Purzycki                                                 |
| 598.  | 15.05.2004            | Pytania Zenka                               | Radosław Piwowarski                  | Jan Purzycki                                                 |
| 599.  | 16.05.2004            | Odszkodowanie za narzeczoną                 | Radosław Piwowarski                  | Jan Purzycki                                                 |
| 600.  | 22.05.2004            | W Europie                                   | Radosław Piwowarski                  | Jan Purzycki                                                 |
| 601.  | 23.05.2004            | Wszystko dla handlu                         | Janusz Dymek                         | Jan Purzycki                                                 |
| 602.  | 29.05.2004            | Twarde i bezwzględne policjantki            | Janusz Dymek                         | Jan Purzycki                                                 |
| 603.  | 30.05.2004            | Milion dolarów                              | Janusz Dymek                         | Jan Purzycki                                                 |
| 604.  | 05.06.2004            | Większy mąż                                 | Janusz Dymek                         | Jan Purzycki                                                 |
| 605.  | 06.06.2004            | Kąpiele zdrowotne                           | Janusz Dymek                         | Jan Purzycki                                                 |
| 606.  | 19.09.2004            | Dwa listy                                   | Janusz Dymek                         | Jan Purzycki                                                 |
| 607.  | 25.09.2004            | Powrót Zenka z Europy                       | Janusz Dymek                         | Jan Purzycki                                                 |
| 608.  | 26.09.2004            | Panna z dobrego domu                        | Janusz Dymek                         | Jan Purzycki                                                 |
| 609.  | 02.10.2004            | Mieszkanie - obiekt policyjny               | Ireneusz Engler                      | Jan Purzycki                                                 |
| 610.  | 03.10.2004            | Feministka w kąpieli                        | Ireneusz Engler                      | Jan Purzycki                                                 |
| 611.  | 09.10.2004            | Za marzenia trzeba płacić                   | Ireneusz Engler                      | Jan Purzycki                                                 |
| 612.  | 10.10.2004            | Kto molestuje Marylkę?                      | Ireneusz Engler                      | Jan Purzycki                                                 |
| 613.  | 16.10.2004            | Tajemnica                                   | Ireneusz Engler                      | Jan Purzycki                                                 |
| 614.  | 17.10.2004            | On tu jest                                  | Ireneusz Engler                      | Jan Purzycki                                                 |
| 615.  | 23.10.2004            | Tajemnicza bielizna                         | Ireneusz Engler                      | Jan Purzycki                                                 |
| 616.  | 24.10.2004            | Nowe formy ludzkiej solidarności            | Ireneusz Engler                      | Jan Purzycki                                                 |
| 617.  | 30.10.2004            | Ślad po zawale                              | Radosław Piwowarski                  | Jan Purzycki                                                 |
| 618.  | 31.10.2004            | Kto jest najważniejszy we wsi?              | Radosław Piwowarski                  | Jan Purzycki                                                 |
| 619.  | 01.11.2004            | Dla dobra listonosza                        | Radosław Piwowarski                  | Jan Purzycki                                                 |
| 620.  | 06.11.2004            | Ostatni pocałunek                           | Radosław Piwowarski                  | Jan Purzycki                                                 |
| 621.  | 07.11.2004            | Ślub Kleczkowskiej                          | Radosław Piwowarski                  | Jan Purzycki                                                 |
| 622.  | 11.11.2004            | Młoda para                                  | Radosław Piwowarski                  | Jan Purzycki                                                 |
| 623.  | 13.11.2004            | Donos na komendanta                         | Radosław Piwowarski                  | Jan Purzycki                                                 |
| 624.  | 14.11.2004            | Pies na tropie                              | Radosław Piwowarski                  | Jan Purzycki                                                 |
| 625.  | 20.11.2004            | Tajemniczy wędrowiec                        | Janusz Dymek                         | Jan Purzycki                                                 |
| 626.  | 21.11.2004            | Andrzej Złotopolski                         | Janusz Dymek                         | Jan Purzycki                                                 |
| 627.  | 27.11.2004            | Brak chemii                                 | Janusz Dymek                         | Jan Purzycki                                                 |
| 628.  | 28.11.2004            | Diabeł ogonem machał                        | Janusz Dymek                         | Jan Purzycki                                                 |
| 629.  | 04.12.2004            | Emil znikł                                  | Janusz Dymek                         | Jan Purzycki                                                 |
| 630.  | 05.12.2004            | Koszt dobrych uczynków                      | Janusz Dymek                         | Jan Purzycki                                                 |
| 631.  | 11.12.2004            | Witaj w domu                                | Janusz Dymek                         | Jan Purzycki                                                 |
| 632.  | 12.12.2004            | Nowy brat                                   | Janusz Dymek                         | Jan Purzycki                                                 |
| 633.  | 18.12.2004            | Szanse senatora                             | Radosław Piwowarski                  | Jan Purzycki                                                 |
| 634.  | 19.12.2004            | Pośrednik                                   | Radosław Piwowarski                  | Jan Purzycki                                                 |
| 635.  | 24.12.2004            | Moda na Magdę                               | Radosław Piwowarski                  | Jan Purzycki                                                 |
| 636.  | 25.12.2004            | Miłosne bilanse                             | Radosław Piwowarski                  | Jan Purzycki                                                 |
| 637.  | 26.12.2004            | Wyjście awaryjne dla Marylki                | Radosław Piwowarski                  | Jan Purzycki                                                 |
| 638.  | 31.12.2004            | Zazdrość                                    | Radosław Piwowarski                  | Jan Purzycki                                                 |
| 639.  | 01.01.2005            | Zaręczyny                                   | Radosław Piwowarski                  | Jan Purzycki                                                 |
| 640.  | 02.01.2005            | Testament                                   | Radosław Piwowarski                  | Jan Purzycki                                                 |
| 641.  | 08.01.2005            | Czyj Emil?                                  | Radosław Piwowarski                  | Jan Purzycki                                                 |
| 642.  | 09.01.2005            | Mocne uderzenie                             | Ireneusz Engler                      | Jan Purzycki                                                 |
| 643.  | 15.01.2005            | Na ból głowy - Andrzej                      | Ireneusz Engler                      | Jan Purzycki                                                 |
| 644.  | 16.01.2005            | Kacper, nie podchodź!                       | Ireneusz Engler                      | Jan Purzycki                                                 |
| 645.  | 22.01.2005            | Im się zawsze udaje                         | Ireneusz Engler                      | Jan Purzycki                                                 |
| 646.  | 23.01.2005            | Pies ogrodnika                              | Ireneusz Engler                      | Jan Purzycki                                                 |
| 647.  | 29.01.2005            | Nigdy nie będzie twoja!                     | Ireneusz Engler                      | Jan Purzycki                                                 |
| 648.  | 30.01.2005            | Wielki człowiek                             | Ireneusz Engler                      | Jan Purzycki                                                 |
| 649.  | 05.02.2005            | Ojciec chrzestny                            | Janusz Dymek                         | Jan Purzycki                                                 |
| 650.  | 06.02.2005            | Polacy, dobrzy ludzie                       | Janusz Dymek                         | Jan Purzycki                                                 |
| 651.  | 12.02.2005            | Kradzież wyborcza                           | Janusz Dymek                         | Jan Purzycki                                                 |
| 652.  | 13.02.2005            | Święto w domu                               | Janusz Dymek                         | Jan Purzycki                                                 |
| 653.  | 19.02.2005            | Marcysia walczy                             | Janusz Dymek                         | Jan Purzycki                                                 |
| 654.  | 20.02.2005            | Zenek na posła                              | Janusz Dymek                         | Jan Purzycki                                                 |
| 655.  | 26.02.2005            | Arytmia                                     | Janusz Dymek                         | Jan Purzycki                                                 |
| 656.  | 27.02.2005            | Na ból głowy diament                        | Janusz Dymek                         | Jan Purzycki                                                 |
| 657.  | 05.03.2005            | Pożegnanie                                  | Radosław Piwowarski                  | Jan Purzycki                                                 |
| 658.  | 06.03.2005            | Nadmiar uczuć                               | Radosław Piwowarski                  | Jan Purzycki                                                 |
| 659.  | 12.03.2005            | Niebezpieczne związki                       | Radosław Piwowarski                  | Jan Purzycki                                                 |
| 660.  | 13.03.2005            | Rodzinne remanenty                          | Radosław Piwowarski                  | Jan Purzycki                                                 |
| 661.  | 19.03.2005            | Rozstania i nadzieje                        | Radosław Piwowarski                  | Jan Purzycki                                                 |
| 662.  | 20.03.2005            | Pułapka                                     | Radosław Piwowarski                  | Jan Purzycki                                                 |
| 663.  | 26.03.2005            | Złe uczucia                                 | Radosław Piwowarski                  | Jan Purzycki                                                 |
| 664.  | 27.03.2005            | Bryczka na dachu                            | Radosław Piwowarski                  | Jan Purzycki                                                 |
| 665.  | 28.03.2005            | Narzeczeni in spe                           | Ireneusz Engler                      | Jan Purzycki                                                 |
| 666.  | 02.04.2005            | Akcja Wieśka                                | Ireneusz Engler                      | Jan Purzycki                                                 |
| 667.  | 09.04.2005            | Szczęśliwie porzucona                       | Ireneusz Engler                      | Jan Purzycki                                                 |
| 668.  | 10.04.2005            | Kaucja                                      | Ireneusz Engler                      | Jan Purzycki                                                 |
| 669.  | 16.04.2005            | Powrót Tomka                                | Ireneusz Engler                      | Jan Purzycki                                                 |
| 670.  | 17.04.2005            | Eleonora i Emil                             | Ireneusz Engler                      | Jan Purzycki                                                 |
| 671.  | 23.04.2005            | Grzeszna miłość                             | Ireneusz Engler                      | Jan Purzycki                                                 |
| 672.  | 24.04.2005            | Mąż                                         | Ireneusz Engler                      | Jan Purzycki                                                 |
| 673.  | 30.04.2005            | Wróżka                                      | Maciej Dutkiewicz                    | Jan Purzycki                                                 |
| 674.  | 01.05.2005            | Ślub                                        | Maciej Dutkiewicz                    | Jan Purzycki                                                 |
| 675.  | 02.05.2005            | Słodka i ciężka tajemnica                   | Maciej Dutkiewicz                    | Jan Purzycki                                                 |
| 676.  | 03.05.2005            | Dramaty poślubne                            | Maciej Dutkiewicz                    | Jan Purzycki                                                 |
| 677.  | 07.05.2005            | Romantyczny Emil                            | Maciej Dutkiewicz                    | Jan Purzycki                                                 |
| 678.  | 08.05.2005            | Powrót Waldka                               | Maciej Dutkiewicz                    | Jan Purzycki                                                 |
| 679.  | 14.05.2005            | Czarne chmury                               | Maciej Dutkiewicz                    | Jan Purzycki                                                 |
| 680.  | 15.05.2005            | Stan zagrożenia                             | Maciej Dutkiewicz                    | Jan Purzycki                                                 |
| 681.  | 21.05.2005            | Spełnione przeczucia                        | Maciej Dutkiewicz                    | Jan Purzycki                                                 |
| 682.  | 22.05.2005            | Dobry uczynek                               | Janusz Dymek                         | Jan Purzycki                                                 |
| 683.  | 26.05.2005            | Głupia sprawa                               | Janusz Dymek                         | Jan Purzycki                                                 |
| 684.  | 27.05.2005            | Fatalne podejrzenia                         | Janusz Dymek                         | Jan Purzycki                                                 |
| 685.  | 28.05.2005            | Prognoza gastronomiczna                     | Janusz Dymek                         | Jan Purzycki                                                 |
| 686.  | 29.05.2005            | Wieś wydała wyrok                           | Janusz Dymek                         | Jan Purzycki                                                 |
| 687.  | 04.06.2005            | Niedziela                                   | Janusz Dymek                         | Jan Purzycki                                                 |
| 688.  | 05.06.2005            | Adwokat                                     | Janusz Dymek                         | Jan Purzycki                                                 |
| 689.  | 11.06.2005            | Śledztwo                                    | Radosław Piwowarski                  | Jan Purzycki                                                 |
| 690.  | 12.06.2005            | Ruskie pieniądze                            | Radosław Piwowarski                  | Jan Purzycki                                                 |
| 691.  | 18.06.2005            | Kłopoty                                     | Radosław Piwowarski                  | Jan Purzycki                                                 |
| 692.  | 19.06.2005            | Anonim                                      | Radosław Piwowarski                  | Jan Purzycki                                                 |
| 693.  | 25.06.2005            | Rodzinne zjazdy                             | Radosław Piwowarski                  | Jan Purzycki                                                 |
| 694.  | 26.06.2005            | Winny                                       | Radosław Piwowarski                  | Jan Purzycki                                                 |
| 695.  | 10.09.2005            | Kontrowersja                                | Radosław Piwowarski                  | Jan Purzycki                                                 |
| 696.  | 11.09.2005            | Powroty                                     | Radosław Piwowarski                  | Jan Purzycki                                                 |
| 697.  | 17.09.2005            | Pożoga                                      | Ireneusz Engler                      | Jan Purzycki                                                 |
| 698.  | 18.09.2005            | Jesteście wolni                             | Ireneusz Engler                      | Jan Purzycki                                                 |
| 699.  | 24.09.2005            | Julia lubi dzieci                           | Ireneusz Engler                      | Jan Purzycki                                                 |
| 700.  | 25.09.2005            | Powrót Agaty                                | Ireneusz Engler                      | Jan Purzycki                                                 |
| 701.  | 01.10.2005            | Dwóch znajomych                             | Ireneusz Engler                      | Jan Purzycki                                                 |
| 702.  | 02.10.2005            | Anioł                                       | Ireneusz Engler                      | Jan Purzycki                                                 |
| 703.  | 08.10.2005            | Marcysia wraca do pracy                     | Ireneusz Engler                      | Jan Purzycki                                                 |
| 704.  | 09.10.2005            | Wszyscy na chrzciny                         | Ireneusz Engler                      | Jan Purzycki                                                 |
| 705.  | 15.10.2005            | Propozycja                                  | Maciej Dutkiewicz                    | Jan Purzycki                                                 |
| 706.  | 16.10.2005            | Tajemnica                                   | Maciej Dutkiewicz                    | Jan Purzycki                                                 |
| 707.  | 22.10.2005            | Matki                                       | Maciej Dutkiewicz                    | Jan Purzycki                                                 |
| 708.  | 23.10.2005            | Wizje                                       | Maciej Dutkiewicz                    | Jan Purzycki                                                 |
| 709.  | 29.10.2005            | Salomonowe wyjście                          | Maciej Dutkiewicz                    | Jan Purzycki                                                 |
| 710.  | 30.10.2005            | Rodzice chrzestni                           | Maciej Dutkiewicz                    | Jan Purzycki                                                 |
| 711.  | 01.11.2005            | Tajemnica ojca                              | Maciej Dutkiewicz                    | Jan Purzycki                                                 |
| 712.  | 05.11.2005            | Chrzciny                                    | Maciej Dutkiewicz                    | Jan Purzycki                                                 |
| 713.  | 06.11.2005            | Po chrzcinach                               | Radosław Piwowarski                  | Jan Purzycki                                                 |
| 714.  | 11.11.2005            | Zapowiedzi                                  | Radosław Piwowarski                  | Jan Purzycki                                                 |
| 715.  | 12.11.2005            | Spółka                                      | Radosław Piwowarski                  | Jan Purzycki                                                 |
| 716.  | 13.11.2005            | Ilona i Agata                               | Radosław Piwowarski                  | Jan Purzycki                                                 |
| 717.  | 19.11.2005            | Zniknięcie Agaty                            | Radosław Piwowarski                  | Jan Purzycki                                                 |
| 718.  | 20.11.2005            | Pieniądze odbierają duszę                   | Radosław Piwowarski                  | Jan Purzycki                                                 |
| 719.  | 26.11.2005            | Antoni zamknął oczy                         | Radosław Piwowarski                  | Jan Purzycki                                                 |
| 720.  | 27.11.2005            | Smutek na wsi                               | Radosław Piwowarski                  | Jan Purzycki                                                 |
| 721.  | 03.12.2005            | Kontrowersje                                | Janusz Dymek                         | Jan Purzycki                                                 |
| 722.  | 04.12.2005            | Pogrzeb                                     | Janusz Dymek                         | Jan Purzycki                                                 |
| 723.  | 10.12.2005            | Szafa Antoniego                             | Janusz Dymek                         | Jan Purzycki                                                 |
| 724.  | 11.12.2005            | Szantaż                                     | Janusz Dymek                         | Jan Purzycki                                                 |
| 725.  | 17.12.2005            | Na tańce                                    | Janusz Dymek                         | Jan Purzycki                                                 |
| 726.  | 18.12.2005            | Nasze podwórko                              | Janusz Dymek                         | Jan Purzycki                                                 |
| 727.  | 24.12.2005            | Poważne podejrzenia                         | Janusz Dymek                         | Jan Purzycki                                                 |
| 728.  | 25.12.2005            | Koniec intrygi                              | Janusz Dymek                         | Jan Purzycki                                                 |
| 729.  | 26.12.2005            | Nagie fakty                                 | Ireneusz Engler                      | Jan Purzycki                                                 |
| 730.  | 31.12.2005            | Detergenty i feromony                       | Ireneusz Engler                      | Jan Purzycki                                                 |
| 731.  | 01.01.2006            | Z igły widły                                | Ireneusz Engler                      | Jan Purzycki                                                 |
| 732.  | 07.01.2006            | Rodzina powinna sobie pomagać               | Ireneusz Engler                      | Jan Purzycki                                                 |
| 733.  | 08.01.2006            | Bilans                                      | Ireneusz Engler                      | Jan Purzycki                                                 |
| 734.  | 14.01.2006            | Chybiony interes                            | Ireneusz Engler                      | Jan Purzycki                                                 |
| 735.  | 15.01.2006            | Sacrum profanum                             | Ireneusz Engler                      | Jan Purzycki                                                 |
| 736.  | 21.01.2006            | Diabelski chichot                           | Ireneusz Engler                      | Jan Purzycki                                                 |
| 737.  | 22.01.2006            | Upojna noc                                  | Janusz Dymek                         | Jan Purzycki                                                 |
| 738.  | 28.01.2006            | Po nocy                                     | Janusz Dymek                         | Jan Purzycki                                                 |
| 739.  | 29.01.2006            | Miłość zawsze zwycięży                      | Janusz Dymek                         | Jan Purzycki                                                 |
| 740.  | 04.02.2006            | Biała dama                                  | Janusz Dymek                         | Jan Purzycki                                                 |
| 741.  | 05.02.2006            | Największy kłopot kiedy kobieta się zakocha | Janusz Dymek                         | Jan Purzycki                                                 |
| 742.  | 11.02.2006            | Czterdzieści siedem szwów                   | Janusz Dymek                         | Jan Purzycki                                                 |
| 743.  | 12.02.2006            | Dwa oblicza                                 | Janusz Dymek                         | Jan Purzycki                                                 |
| 744.  | 18.02.2006            | Misja dobrej woli                           | Janusz Dymek                         | Jan Purzycki                                                 |
| 745.  | 25.02.2006            | Poczta Dionizego                            | Radosław Piwowarski                  | Jan Purzycki                                                 |
| 746.  | 26.02.2006            | Nocna zamiana                               | Radosław Piwowarski                  | Jan Purzycki                                                 |
| 747.  | 04.03.2006            | Złotopolskie grzechów odpuszczenie          | Radosław Piwowarski                  | Jan Purzycki                                                 |
| 748.  | 05.03.2006            | Zasada wikarego                             | Radosław Piwowarski                  | Jan Purzycki                                                 |
| 749.  | 11.03.2006            | Cudze sekrety                               | Radosław Piwowarski                  | Jan Purzycki                                                 |
| 750.  | 12.03.2006            | Źródło pieniędzy                            | Radosław Piwowarski                  | Jan Purzycki                                                 |
| 751.  | 18.03.2006            | Umowa                                       | Radosław Piwowarski                  | Jan Purzycki                                                 |
| 752.  | 19.03.2006            | Proces o uczucia                            | Radosław Piwowarski                  | Jan Purzycki                                                 |
| 753.  | 25.03.2006            | Walentyna Złotopolska                       | Maciej Dutkiewicz                    | Jan Purzycki                                                 |
| 754.  | 26.03.2006            | Teatr                                       | Maciej Dutkiewicz                    | Jan Purzycki                                                 |
| 755.  | 01.04.2006            | Fatum                                       | Maciej Dutkiewicz                    | Jan Purzycki                                                 |
| 756.  | 02.04.2006            | Bigamista                                   | Maciej Dutkiewicz                    | Jan Purzycki                                                 |
| 757.  | 08.04.2006            | Odważenie się                               | Maciej Dutkiewicz                    | Jan Purzycki                                                 |
| 758.  | 09.04.2006            | Fałszywe dokumenty                          | Maciej Dutkiewicz                    | Jan Purzycki                                                 |
| 759.  | 15.04.2006            | Powrót Magdaleny                            | Maciej Dutkiewicz                    | Jan Purzycki                                                 |
| 760.  | 16.04.2006            | Odwołany ślub                               | Maciej Dutkiewicz                    | Jan Purzycki                                                 |
| 761.  | 17.04.2006            | Emeryt                                      | Janusz Dymek                         | Jan Purzycki                                                 |
| 762.  | 22.04.2006            | Małżeńska kasa                              | Janusz Dymek                         | Jan Purzycki                                                 |
| 763.  | 23.04.2006            | Trzy krzyżyki                               | Janusz Dymek                         | Jan Purzycki                                                 |
| 764.  | 29.04.2006            | Misja Izabeli                               | Janusz Dymek                         | Jan Purzycki                                                 |
| 765.  | 30.04.2006            | Próba sił                                   | Janusz Dymek                         | Jan Purzycki                                                 |
| 766.  | 01.05.2006            | Samoobrona męska                            | Janusz Dymek                         | Jan Purzycki                                                 |
| 767.  | 03.05.2006            | Wspólny dom                                 | Janusz Dymek                         | Jan Purzycki                                                 |
| 768.  | 06.05.2006            | Upokorzenia                                 | Janusz Dymek                         | Jan Purzycki                                                 |
| 769.  | 07.05.2006            | Zmywarka niezgody                           | Janusz Dymek                         | Jan Purzycki                                                 |
| 770.  | 13.05.2006            | Kalina w Złotopolicach                      | Maciej Dutkiewicz                    | Jan Purzycki                                                 |
| 771.  | 14.05.2006            | Znicz                                       | Maciej Dutkiewicz                    | Jan Purzycki                                                 |
| 772.  | 20.05.2006            | Szeryf z Warszawy                           | Maciej Dutkiewicz                    | Jan Purzycki                                                 |
| 773.  | 21.05.2006            | Mała wojna                                  | Maciej Dutkiewicz                    | Jan Purzycki                                                 |
| 774.  | 27.05.2006            | Słabość Agaty                               | Maciej Dutkiewicz                    | Jan Purzycki                                                 |
| 775.  | 28.05.2006            | Szlachectwo zobowiązuje                     | Maciej Dutkiewicz                    | Jan Purzycki                                                 |
| 776.  | 03.06.2006            | Badania                                     | Maciej Dutkiewicz                    | Jan Purzycki                                                 |
| 777.  | 04.06.2006            | Gdyby okazało się najgorsze                 | Radosław Piwowarski                  | Jan Purzycki                                                 |
| 778.  | 10.06.2006            | Fałszywe wyniki                             | Radosław Piwowarski                  | Jan Purzycki                                                 |
| 779.  | 11.06.2006            | Męska rozmowa                               | Radosław Piwowarski                  | Jan Purzycki                                                 |
| 780.  | 15.06.2006            | Prawdziwy mężczyzna umie się zachować       | Radosław Piwowarski                  | Jan Purzycki                                                 |
| 781.  | 17.06.2006            | Poza zasięgiem                              | Radosław Piwowarski                  | Jan Purzycki                                                 |
| 782.  | 18.06.2006            | Powrót Radka                                | Radosław Piwowarski                  | Jan Purzycki                                                 |
| 783.  | 24.06.2006            | Pułapki                                     | Radosław Piwowarski                  | Jan Purzycki                                                 |
| 784.  | 25.06.2006            | Taca grubasa                                | Radosław Piwowarski                  | Jan Purzycki                                                 |
| 785.  | 09.09.2006            | Misja Wieśka                                | Ireneusz Engler                      | Jan Purzycki                                                 |
| 786.  | 10.09.2006            | Tajemnice służbowe Marylki                  | Ireneusz Engler                      | Jan Purzycki                                                 |
| 787.  | 16.09.2006            | Kacper odpuszcza glinie                     | Ireneusz Engler                      | Jan Purzycki                                                 |
| 788.  | 17.09.2006            | Zaskakująco dobre wyniki                    | Ireneusz Engler                      | Jan Purzycki                                                 |
| 789.  | 23.09.2006            | Zazdrosny Tomek                             | Ireneusz Engler                      | Jan Purzycki                                                 |
| 790.  | 24.09.2006            | Śledztwo                                    | Ireneusz Engler                      | Jan Purzycki                                                 |
| 791.  | 30.09.2006            | Uroczysta kolacja                           | Ireneusz Engler                      | Jan Purzycki                                                 |
| 792.  | 01.10.2006            | Ale wstyd                                   | Ireneusz Engler                      | Jan Purzycki                                                 |
| 793.  | 07.10.2006            | Przyjazd Heleny                             | Janusz Dymek                         | Jan Purzycki                                                 |
| 794.  | 08.10.2006            | Proszę mi nie przeszkadzać                  | Janusz Dymek                         | Jan Purzycki                                                 |
| 795.  | 14.10.2006            | Drabina                                     | Janusz Dymek                         | Jan Purzycki                                                 |
| 796.  | 15.10.2006            | Nikomu nie jestem potrzebny                 | Janusz Dymek                         | Jan Purzycki                                                 |
| 797.  | 21.10.2006            | Dwie mamusie                                | Janusz Dymek                         | Jan Purzycki                                                 |
| 798.  | 22.10.2006            | Casting                                     | Janusz Dymek                         | Jan Purzycki                                                 |
| 799.  | 28.10.2006            | Kilka słów prawdy                           | Janusz Dymek                         | Jan Purzycki                                                 |
| 800.  | 29.10.2006            | Co komu pisane                              | Janusz Dymek                         | Jan Purzycki                                                 |
| 801.  | 01.11.2006            | Sens                                        | Radosław Piwowarski                  | Jan Purzycki                                                 |
| 802.  | 04.11.2006            | Przed wyborami                              | Radosław Piwowarski                  | Jan Purzycki                                                 |
| 803.  | 05.11.2006            | Wybory                                      | Radosław Piwowarski                  | Jan Purzycki                                                 |
| 804.  | 11.11.2006            | Deja vu                                     | Radosław Piwowarski                  | Jan Purzycki                                                 |
| 805.  | 12.11.2006            | Człowiek ma różne miny                      | Radosław Piwowarski                  | Jan Purzycki                                                 |
| 806.  | 18.11.2006            | Kwadratura koła                             | Radosław Piwowarski                  | Jan Purzycki                                                 |
| 807.  | 19.11.2006            | Szydło wychodzi z worka                     | Radosław Piwowarski                  | Jan Purzycki                                                 |
| 808.  | 26.11.2006            | To nie sen                                  | Radosław Piwowarski                  | Jan Purzycki                                                 |
| 809.  | 02.12.2006            | Ładna para                                  | Ireneusz Engler                      | Jan Purzycki                                                 |
| 810.  | 03.12.2006            | Przemowa                                    | Ireneusz Engler                      | Jan Purzycki                                                 |
| 811.  | 09.12.2006            | Co się komu śni                             | Ireneusz Engler                      | Jan Purzycki                                                 |
| 812.  | 10.12.2006            | Łyżka soli                                  | Ireneusz Engler                      | Jan Purzycki                                                 |
| 813.  | 16.12.2006            | Poczucie winy                               | Ireneusz Engler                      | Jan Purzycki                                                 |
| 814.  | 17.12.2006            | Wirus                                       | Ireneusz Engler                      | Jan Purzycki                                                 |
| 815.  | 23.12.2006            | Odlot                                       | Ireneusz Engler                      | Jan Purzycki                                                 |
| 816.  | 24.12.2006            | Prosto w oczy                               | Ireneusz Engler                      | Jan Purzycki                                                 |
| 817.  | 25.12.2006            | Cześć Julii                                 | Maciej Dutkiewicz                    | Jan Purzycki                                                 |
| 818.  | 26.12.2006            | Pojedynek                                   | Maciej Dutkiewicz                    | Jan Purzycki                                                 |
| 819.  | 30.12.2006            | Pozew                                       | Maciej Dutkiewicz                    | Jan Purzycki                                                 |
| 820.  | 31.12.2006            | Podzieleni                                  | Maciej Dutkiewicz                    | Jan Purzycki                                                 |
| 821.  | 01.01.2007            | Punkty widzenia                             | Maciej Dutkiewicz                    | Jan Purzycki                                                 |
| 822.  | 06.01.2007            | Pomoc domowa                                | Maciej Dutkiewicz                    | Jan Purzycki                                                 |
| 823.  | 07.01.2007            | Wojenne ścieżki                             | Maciej Dutkiewicz                    | Jan Purzycki                                                 |
| 824.  | 13.01.2007            | Senior rodu                                 | Maciej Dutkiewicz                    | Jan Purzycki                                                 |
| 825.  | 14.01.2007            | Droga Marty                                 | Janusz Dymek                         | Jan Purzycki                                                 |
| 826.  | 20.01.2007            | Awantury Marcysi                            | Janusz Dymek                         | Jan Purzycki                                                 |
| 827.  | 21.01.2007            | Separacja                                   | Janusz Dymek                         | Jan Purzycki                                                 |
| 828.  | 27.01.2007            | Pojednanie                                  | Janusz Dymek                         | Jan Purzycki                                                 |
| 829.  | 28.01.2007            | Przeprosiny                                 | Janusz Dymek                         | Jan Purzycki                                                 |
| 830.  | 03.02.2007            | Marcysia się odmieniła                      | Janusz Dymek                         | Jan Purzycki                                                 |
| 831.  | 04.02.2007            | Niedziela                                   | Janusz Dymek                         | Jan Purzycki                                                 |
| 832.  | 10.02.2007            | Dwie łazienki                               | Janusz Dymek                         | Jan Purzycki                                                 |
| 833.  | 11.02.2007            | Próba zgody                                 | Radosław Piwowarski                  | Jan Purzycki                                                 |
| 834.  | 17.02.2007            | Rozdroża                                    | Radosław Piwowarski                  | Jan Purzycki                                                 |
| 835.  | 18.02.2007            | Makijaż                                     | Radosław Piwowarski                  | Jan Purzycki                                                 |
| 836.  | 24.02.2007            | Ofensywa                                    | Radosław Piwowarski                  | Jan Purzycki                                                 |
| 837.  | 25.02.2007            | Znak pokoju                                 | Radosław Piwowarski                  | Jan Purzycki                                                 |
| 838.  | 03.03.2007            | Pojednanie                                  | Radosław Piwowarski                  | Jan Purzycki                                                 |
| 839.  | 04.03.2007            | Sukces sołtysa                              | Radosław Piwowarski                  | Jan Purzycki                                                 |
| 840.  | 10.03.2007            | Koncert życzeń                              | Radosław Piwowarski                  | Jan Purzycki                                                 |
| 841.  | 11.03.2007            | Fachowa pomoc                               | Ireneusz Engler                      | Jan Purzycki                                                 |
| 842.  | 17.03.2007            | Dwoje na koncercie                          | Ireneusz Engler                      | Jan Purzycki                                                 |
| 843.  | 18.03.2007            | Kwestia gustu                               | Ireneusz Engler                      | Jan Purzycki                                                 |
| 844.  | 24.03.2007            | Przyjemnie jest pomagać ludziom             | Ireneusz Engler                      | Jan Purzycki                                                 |
| 845.  | 25.03.2007            | Cios                                        | Ireneusz Engler                      | Jan Purzycki                                                 |
| 846.  | 31.03.2007            | Co się zdarzyło w Gminie Centrum            | Ireneusz Engler                      | Jan Purzycki                                                 |
| 847.  | 01.04.2007            | Kłopoty Wieśka                              | Ireneusz Engler                      | Jan Purzycki                                                 |
| 848.  | 07.04.2007            | Remont Europy                               | Ireneusz Engler                      | Jan Purzycki                                                 |
| 849.  | 08.04.2007            | Amator kwaśnych jabłek                      | Janusz Dymek                         | Jan Purzycki                                                 |
| 850.  | 09.04.2007            | Alimentare znaczy jeść                      | Janusz Dymek                         | Jan Purzycki                                                 |
| 851.  | 14.04.2007            | Rozwód jak w banku                          | Janusz Dymek                         | Jan Purzycki                                                 |
| 852.  | 15.04.2007            | Malowanie                                   | Janusz Dymek                         | Jan Purzycki                                                 |
| 853.  | 21.04.2007            | Remont nie jest najważniejszy               | Janusz Dymek                         | Jan Purzycki                                                 |
| 854.  | 22.04.2007            | Zemsta Moniki                               | Janusz Dymek                         | Jan Purzycki                                                 |
| 855.  | 28.04.2007            | Na huśtawce                                 | Janusz Dymek                         | Jan Purzycki                                                 |
| 856.  | 29.04.2007            | Serce na dłoni                              | Janusz Dymek                         | Jan Purzycki                                                 |
| 857.  | 01.05.2007            | Nagroda                                     | Radosław Piwowarski                  | Jan Purzycki                                                 |
| 858.  | 03.05.2007            | Noc świra                                   | Radosław Piwowarski                  | Jan Purzycki                                                 |
| 859.  | 05.05.2007            | Fatalna wycieczka                           | Radosław Piwowarski                  | Jan Purzycki                                                 |
| 860.  | 06.05.2007            | Sprawy dla detektywa                        | Radosław Piwowarski                  | Jan Purzycki                                                 |
| 861.  | 12.05.2007            | Konfrontacja                                | Radosław Piwowarski                  | Jan Purzycki                                                 |
| 862.  | 13.05.2007            | Oszukane                                    | Radosław Piwowarski                  | Jan Purzycki                                                 |
| 863.  | 19.05.2007            | Niezręczna pomyłka listonosza               | Radosław Piwowarski                  | Jan Purzycki                                                 |
| 864.  | 20.05.2007            | Jak ręką odjął                              | Radosław Piwowarski                  | Jan Purzycki                                                 |
| 865.  | 26.05.2007            | Nalewka Dionizego                           | Ireneusz Engler                      | Jan Purzycki                                                 |
| 866.  | 27.05.2007            | Zazdrosny Waldek                            | Ireneusz Engler                      | Jan Purzycki                                                 |
| 867.  | 02.06.2007            | Burzliwe pertraktacje                       | Ireneusz Engler                      | Jan Purzycki                                                 |
| 868.  | 03.06.2007            | Lekcja wymowy                               | Ireneusz Engler                      | Jan Purzycki                                                 |
| 869.  | 07.06.2007            | Łzy Zalewskiej                              | Ireneusz Engler                      | Jan Purzycki                                                 |
| 870.  | 09.06.2007            | Niebezpieczne związki posła Biernackiego    | Ireneusz Engler                      | Jan Purzycki                                                 |
| 871.  | 10.06.2007            | Fortel posła                                | Ireneusz Engler                      | Jan Purzycki                                                 |
| 872.  | 16.06.2007            | Przyjaciółka                                | Ireneusz Engler                      | Jan Purzycki                                                 |
| 873.  | 17.06.2007            | Nowinki w Złotopolicach                     | Maciej Dutkiewicz                    | Jan Purzycki                                                 |
| 874.  | 23.06.2007            | Testament na czarną godzinę                 | Maciej Dutkiewicz                    | Jan Purzycki                                                 |
| 875.  | 24.06.2007            | Drużba zawsze tańczy                        | Maciej Dutkiewicz                    | Jan Purzycki                                                 |
| 876.  | 08.09.2007            | Detektywi w akcji                           | Maciej Dutkiewicz                    | Jan Purzycki                                                 |
| 877.  | 09.09.2007            | Kacper i wciąż żywe wspomnienia             | Maciej Dutkiewicz                    | Jan Purzycki                                                 |
| 878.  | 15.09.2007            | Mężczyzna, który stoi obok                  | Maciej Dutkiewicz                    | Jan Purzycki                                                 |
| 879.  | 16.09.2007            | Przedślubne intrygi                         | Maciej Dutkiewicz                    | Jan Purzycki                                                 |
| 880.  | 22.09.2007            | Zaręczyny w centrum świata                  | Maciej Dutkiewicz                    | Jan Purzycki                                                 |
| 881.  | 23.09.2007            | Co się stało na weselu                      | Dorota Lamparska                     | Jan Purzycki                                                 |
| 882.  | 29.09.2007            | Poczucie bezpieczeństwa kobiety             | Dorota Lamparska                     | Jan Purzycki                                                 |
| 883.  | 30.09.2007            | Powrót Chrisa                               | Janusz Dymek                         | Jan Purzycki                                                 |
| 884.  | 06.10.2007            | Ile znaczy ślub kościelny                   | Janusz Dymek                         | Jan Purzycki                                                 |
| 885.  | 07.10.2007            | Tajemnica rodzinna                          | Janusz Dymek                         | Jan Purzycki                                                 |
| 886.  | 13.10.2007            | Historia się powtarza                       | Janusz Dymek                         | Jan Purzycki                                                 |
| 887.  | 14.10.2007            | Podobieństwo                                | Janusz Dymek                         | Jan Purzycki                                                 |
| 888.  | 20.10.2007            | Negocjacje                                  | Janusz Dymek                         | Jan Purzycki                                                 |
| 889.  | 21.10.2007            | Okup                                        | Dorota Lamparska                     | Jan Purzycki                                                 |
| 890.  | 27.10.2007            | Sztuczki listonosza                         | Dorota Lamparska                     | Jan Purzycki                                                 |
| 891.  | 28.10.2007            | Kto pobił Marka?                            | Janusz Dymek                         | Jan Purzycki                                                 |
| 892.  | 01.11.2007            | Kobiety są dziwne                           | Janusz Dymek                         | Jan Purzycki                                                 |
| 893.  | 03.11.2007            | Bohater w akcji                             | Janusz Dymek                         | Jan Purzycki                                                 |
| 894.  | 04.11.2007            | Jak społeczeństwo współpracuje z policją    | Janusz Dymek                         | Jan Purzycki                                                 |
| 895.  | 10.11.2007            | List                                        | Janusz Dymek                         | Jan Purzycki                                                 |
| 896.  | 11.11.2007            | Sumienie listonosza                         | Janusz Dymek                         | Jan Purzycki                                                 |
| 897.  | 17.11.2007            | Czemu Andrzej nie wraca?                    | Radosław Piwowarski                  | Jan Purzycki                                                 |
| 898.  | 18.11.2007            | Gdzie jest sprawiedliwość                   | Radosław Piwowarski                  | Jan Purzycki                                                 |
| 899.  | 24.11.2007            | Zakochanie to nie grzech                    | Radosław Piwowarski                  | Jan Purzycki                                                 |
| 900.  | 25.11.2007            | Dylematy Chrisa                             | Radosław Piwowarski                  | Jan Purzycki                                                 |
| 901.  | 01.12.2007            | Tajemnica Julii                             | Radosław Piwowarski                  | Jan Purzycki                                                 |
| 902.  | 02.12.2007            | Nowy nauczyciel                             | Radosław Piwowarski                  | Jan Purzycki                                                 |
| 903.  | 08.12.2007            | Dziwna utrata pamięci                       | Radosław Piwowarski                  | Jan Purzycki                                                 |
| 904.  | 09.12.2007            | O wszystkim decydują kobiety                | Radosław Piwowarski                  | Jan Purzycki                                                 |
| 905.  | 15.12.2007            | Po co wspominać dawne miłości?              | Ireneusz Engler                      | Jan Purzycki                                                 |
| 906.  | 16.12.2007            | Małżeństwo na słowo honoru                  | Ireneusz Engler                      | Jan Purzycki                                                 |
| 907.  | 22.12.2007            | Marylka mówi: dość!                         | Ireneusz Engler                      | Jan Purzycki                                                 |
| 908.  | 23.12.2007            | Lojalność. Reszta jest milczeniem           | Ireneusz Engler                      | Jan Purzycki                                                 |
| 909.  | 24.12.2007            | Zgoda                                       | Ireneusz Engler                      | Jan Purzycki                                                 |
| 910.  | 25.12.2007            | O co chodzi Violi?                          | Ireneusz Engler                      | Jan Purzycki                                                 |
| 911.  | 26.12.2007            | Radek ma plan                               | Ireneusz Engler                      | Jan Purzycki                                                 |
| 912.  | 29.12.2007            | List z Kazachstanu                          | Ireneusz Engler                      | Jan Purzycki                                                 |
| 913.  | 30.12.2007            | Andrzej żegna rodzinę                       | Janusz Dymek                         | Jan Purzycki                                                 |
| 914.  | 01.01.2008            | Wszystko w rękach kobiet                    | Janusz Dymek                         | Jan Purzycki                                                 |
| 915.  | 05.01.2008            | Czy Wiesiek ma romans?                      | Janusz Dymek                         | Jan Purzycki                                                 |
| 916.  | 06.01.2008            | Co z tą ciążą?                              | Janusz Dymek                         | Jan Purzycki                                                 |
| 917.  | 12.01.2008            | Konfrontacja                                | Janusz Dymek                         | Jan Purzycki                                                 |
| 918.  | 13.01.2008            | Jak we śnie                                 | Janusz Dymek                         | Jan Purzycki                                                 |
| 919.  | 19.01.2008            | Powiedzieć rodzicom                         | Janusz Dymek                         | Jan Purzycki                                                 |
| 920.  | 20.01.2008            | Gratulacje                                  | Janusz Dymek                         | Jan Purzycki                                                 |
| 921.  | 26.01.2008            | Zaakceptować dziecko                        | Ireneusz Engler                      | Jan Purzycki                                                 |
| 922.  | 27.01.2008            | Spacery Chrisa                              | Ireneusz Engler                      | Jan Purzycki                                                 |
| 923.  | 02.02.2008            | Swatka                                      | Ireneusz Engler                      | Jan Purzycki                                                 |
| 924.  | 03.02.2008            | Kto płacze w Złotopolicach?                 | Ireneusz Engler                      | Jan Purzycki                                                 |
| 925.  | 09.02.2008            | Linijka                                     | Ireneusz Engler                      | Jan Purzycki                                                 |
| 926.  | 10.02.2008            | Udręka listonosza                           | Ireneusz Engler                      | Jan Purzycki                                                 |
| 927.  | 16.02.2008            | Powrót Kaliny                               | Ireneusz Engler                      | Jan Purzycki                                                 |
| 928.  | 17.02.2008            | Gdzie ci mężczyźni?                         | Ireneusz Engler                      | Jan Purzycki                                                 |
| 929.  | 23.02.2008            | Kto chodzi do teatru?                       | Radosław Piwowarski                  | Jan Purzycki                                                 |
| 930.  | 24.02.2008            | Łowcy posagów                               | Radosław Piwowarski                  | Jan Purzycki                                                 |
| 931.  | 01.03.2008            | Słodkie życie Wiesia                        | Radosław Piwowarski                  | Jan Purzycki                                                 |
| 932.  | 02.03.2008            | Wściekłość listonosza                       | Radosław Piwowarski                  | Jan Purzycki                                                 |
| 933.  | 08.03.2008            | Pełna akceptacja                            | Radosław Piwowarski                  | Jan Purzycki                                                 |
| 934.  | 09.03.2008            | Julia wciąż czeka                           | Radosław Piwowarski                  | Jan Purzycki                                                 |
| 935.  | 15.03.2008            | Załamanie Józefa                            | Radosław Piwowarski                  | Jan Purzycki                                                 |
| 936.  | 16.03.2008            | Waldek ma dość                              | Radosław Piwowarski                  | Jan Purzycki                                                 |
| 937.  | 22.03.2008            | Marcysia przesadza                          | Maciej Dutkiewicz                    | Jan Purzycki                                                 |
| 938.  | 23.03.2008            | Co śni się kobietom?                        | Maciej Dutkiewicz                    | Jan Purzycki                                                 |
| 939.  | 24.03.2008            | Wszystko przez pedicure                     | Maciej Dutkiewicz                    | Jan Purzycki                                                 |
| 940.  | 29.03.2008            | Akceptacja też ma granice                   | Maciej Dutkiewicz                    | Jan Purzycki                                                 |
| 941.  | 30.03.2008            | Nowa nauczycielka                           | Maciej Dutkiewicz                    | Jan Purzycki                                                 |
| 942.  | 05.04.2008            | Śluby panieńskie                            | Maciej Dutkiewicz                    | Jan Purzycki                                                 |
| 943.  | 06.04.2008            | Cieplej niż w domu                          | Maciej Dutkiewicz                    | Jan Purzycki                                                 |
| 944.  | 12.04.2008            | Waldek wyjeżdża                             | Maciej Dutkiewicz                    | Jan Purzycki                                                 |
| 945.  | 13.04.2008            | Żona dowiaduje się ostatnia                 | Janusz Dymek                         | Jan Purzycki                                                 |
| 946.  | 19.04.2008            | Zapach mężczyzny                            | Janusz Dymek                         | Jan Purzycki                                                 |
| 947.  | 20.04.2008            | Prywatne przedszkole                        | Janusz Dymek                         | Jan Purzycki                                                 |
| 948.  | 26.04.2008            | Koniec akceptacji                           | Janusz Dymek                         | Jan Purzycki                                                 |
| 949.  | 27.04.2008            | Marta ma dołek                              | Janusz Dymek                         | Jan Purzycki                                                 |
| 950.  | 01.05.2008            | Co się stało z Waldkiem?                    | Janusz Dymek                         | Jan Purzycki                                                 |
| 951.  | 03.05.2008            | Koło kobiet wzywa                           | Janusz Dymek                         | Jan Purzycki                                                 |
| 952.  | 04.05.2008            | Pokuta sklepowej                            | Janusz Dymek                         | Jan Purzycki                                                 |
| 953.  | 10.05.2008            | Diabeł Kleczkowską podkusił                 | Maciej Dutkiewicz                    | Jan Purzycki                                                 |
| 954.  | 11.05.2008            | Wiesiek chce być emerytem                   | Maciej Dutkiewicz                    | Jan Purzycki                                                 |
| 955.  | 17.05.2008            | Co się stanie z Wiesiem?                    | Maciej Dutkiewicz                    | Jan Purzycki                                                 |
| 956.  | 18.05.2008            | Albo tak, albo tak                          | Maciej Dutkiewicz                    | Jan Purzycki                                                 |
| 957.  | 22.05.2008            | Pocałunek                                   | Maciej Dutkiewicz                    | Jan Purzycki                                                 |
| 958.  | 24.05.2008            | Żona emeryta w akcji                        | Maciej Dutkiewicz                    | Jan Purzycki                                                 |
| 959.  | 25.05.2008            | Kto będzie komendantem?                     | Maciej Dutkiewicz                    | Jan Purzycki                                                 |
| 960.  | 31.05.2008            | Śluby, ale czy kawalerskie?                 | Maciej Dutkiewicz                    | Jan Purzycki                                                 |
| 961.  | 01.06.2008            | Powrót Violi                                | Maciej Dutkiewicz                    | Jan Purzycki                                                 |
| 962.  | 07.06.2008            | Kto wygra wybory?                           | Radosław Piwowarski                  | Jan Purzycki                                                 |
| 963.  | 08.06.2008            | Były poseł                                  | Radosław Piwowarski                  | Jan Purzycki                                                 |
| 964.  | 14.06.2008            | Co się dzieje z Tomkiem?                    | Radosław Piwowarski                  | Jan Purzycki                                                 |
| 965.  | 15.06.2008            | Powyborcze dylematy                         | Radosław Piwowarski                  | Jan Purzycki                                                 |
| 966.  | 21.06.2008            | Po co kobiety w policji?                    | Radosław Piwowarski                  | Jan Purzycki                                                 |
| 967.  | 22.06.2008            | Powrót Joanny                               | Radosław Piwowarski                  | Jan Purzycki                                                 |
| 968.  | 06.09.2008            | Tylko trzy kobiety                          | Radosław Piwowarski                  | Jan Purzycki                                                 |
| 969.  | 07.09.2008            | Urok pani Julii                             | Dorota Lamparska                     | Jan Purzycki                                                 |
| 970.  | 13.09.2008            | Powód do zazdrości                          | Dorota Lamparska                     | Jan Purzycki                                                 |
| 971.  | 14.09.2008            | Kobietom trzeba ustąpić                     | Dorota Lamparska                     | Jan Purzycki                                                 |
| 972.  | 20.09.2008            | Jak się starać o miłość?                    | Dorota Lamparska                     | Jan Purzycki                                                 |
| 973.  | 21.09.2008            | Co by było, gdyby?                          | Dorota Lamparska                     | Jan Purzycki                                                 |
| 974.  | 27.09.2008            | Marzenia kobiet                             | Dorota Lamparska                     | Jan Purzycki                                                 |
| 975.  | 28.09.2008            | Wyrok                                       | Dorota Lamparska                     | Jan Purzycki                                                 |
| 976.  | 04.10.2008            | Wszystkie kobiety Wieśka                    | Dorota Lamparska                     | Jan Purzycki                                                 |
| 977.  | 05.10.2008            | Zatrute produkty                            | Maciej Dutkiewicz                    | Jan Purzycki                                                 |
| 978.  | 11.10.2008            | Powrót męża                                 | Maciej Dutkiewicz                    | Jan Purzycki                                                 |
| 979.  | 12.10.2008            | Problemy z maturzystką                      | Maciej Dutkiewicz                    | Jan Purzycki                                                 |
| 980.  | 18.10.2008            | Nadzieje Biernackiego                       | Maciej Dutkiewicz                    | Jan Purzycki                                                 |
| 981.  | 19.10.2008            | Będziesz posłem                             | Maciej Dutkiewicz                    | Jan Purzycki                                                 |
| 982.  | 25.10.2008            | Impiczment                                  | Maciej Dutkiewicz                    | Jan Purzycki                                                 |
| 983.  | 26.10.2008            | In spe                                      | Maciej Dutkiewicz                    | Jan Purzycki                                                 |
| 984.  | 01.11.2008            | Kolacja dla głupca                          | Maciej Dutkiewicz                    | Jan Purzycki                                                 |
| 985.  | 02.11.2008            | Działania operacyjne                        | Janusz Dymek                         | Jan Purzycki                                                 |
| 986.  | 08.11.2008            | Maturzystka w domu                          | Janusz Dymek                         | Jan Purzycki                                                 |
| 987.  | 09.11.2008            | Powrót Chrisa                               | Janusz Dymek                         | Jan Purzycki                                                 |
| 988.  | 11.11.2008            | Chłopiec emo                                | Janusz Dymek                         | Jan Purzycki                                                 |
| 989.  | 15.11.2008            | Emosensy                                    | Janusz Dymek                         | Jan Purzycki                                                 |
| 990.  | 16.11.2008            | Z nim będziesz szczęśliwsza                 | Janusz Dymek                         | Jan Purzycki                                                 |
| 991.  | 22.11.2008            | Wieści z Lwowa                              | Janusz Dymek                         | Jan Purzycki                                                 |
| 992.  | 23.11.2008            | Wypadek                                     | Janusz Dymek                         | Jan Purzycki                                                 |
| 993.  | 29.11.2008            | Kiedy wszystko traci sens                   | Radosław Piwowarski                  | Jan Purzycki                                                 |
| 994.  | 30.11.2008            | Tragedia Złotopolskich                      | Radosław Piwowarski                  | Jan Purzycki                                                 |
| 995.  | 06.12.2008            | Dzielna Marcysia                            | Radosław Piwowarski                  | Jan Purzycki                                                 |
| 996.  | 07.12.2008            | Aniołowie i stróżowie                       | Radosław Piwowarski                  | Jan Purzycki                                                 |
| 997.  | 13.12.2008            | Rodzinna pomoc                              | Radosław Piwowarski                  | Jan Purzycki                                                 |
| 998.  | 14.12.2008            | Ciężar współczucia                          | Radosław Piwowarski                  | Jan Purzycki                                                 |
| 999.  | 20.12.2008            | Kłopoty Biernackiego                        | Radosław Piwowarski                  | Jan Purzycki                                                 |
| 1000. | 21.12.2008            | A wszystko mogło być inaczej                | Radosław Piwowarski                  | Jan Purzycki                                                 |
| 1001. | 24.12.2008            | Spirala czasu                               | Maciej Dutkiewicz                    | Jan Purzycki                                                 |
| 1002. | 25.12.2008            | Wiedzieć czy nie wiedzieć                   | Maciej Dutkiewicz                    | Jan Purzycki                                                 |
| 1003. | 26.12.2008            | Nocne lęki Marcysi                          | Maciej Dutkiewicz                    | Jan Purzycki                                                 |
| 1004. | 27.12.2008            | Lojalność Kleczkowskiej                     | Maciej Dutkiewicz                    | Jan Purzycki                                                 |
| 1005. | 28.12.2008            | Kobiece dylematy                            | Maciej Dutkiewicz                    | Jan Purzycki                                                 |
| 1006. | 01.01.2009            | Po omacku                                   | Maciej Dutkiewicz                    | Jan Purzycki                                                 |
| 1007. | 03.01.2009            | Prawda o Agacie                             | Maciej Dutkiewicz                    | Jan Purzycki                                                 |
| 1008. | 04.01.2009            | Przykład Julii                              | Maciej Dutkiewicz                    | Jan Purzycki                                                 |
| 1009. | 10.01.2009            | Janek z Zakroczymia                         | Dorota Lamparska                     | Jan Purzycki                                                 |
| 1010. | 11.01.2009            | Tajemnice rodu                              | Dorota Lamparska                     | Jan Purzycki                                                 |
| 1011. | 17.01.2009            | Przeciw miłości                             | Dorota Lamparska                     | Jan Purzycki                                                 |
| 1012. | 18.01.2009            | Dziewczyna gangstera                        | Dorota Lamparska                     | Jan Purzycki                                                 |
| 1013. | 24.01.2009            | Między młotem a kowadłem                    | Dorota Lamparska                     | Jan Purzycki                                                 |
| 1014. | 25.01.2009            | Zaza                                        | Dorota Lamparska                     | Jan Purzycki                                                 |
| 1015. | 31.01.2009            | Mali mężczyźni                              | Dorota Lamparska                     | Jan Purzycki                                                 |
| 1016. | 07.02.2009            | Nadzieje                                    | Dorota Lamparska                     | Jan Purzycki                                                 |
| 1017. | 08.02.2009            | Dochodzenia                                 | Łukasz Palkowski                     | Jan Purzycki                                                 |
| 1018. | 14.02.2009            | Szekspir bez kwantów                        | Łukasz Palkowski                     | Jan Purzycki                                                 |
| 1019. | 15.02.2009            | Carpe diem czyli wóz albo przewóz           | Łukasz Palkowski                     | Jan Purzycki                                                 |
| 1020. | 21.02.2009            | Porwana                                     | Łukasz Palkowski                     | Jan Purzycki                                                 |
| 1021. | 22.02.2009            | Rudy zwycięzca                              | Łukasz Palkowski                     | Jan Purzycki                                                 |
| 1022. | 28.02.2009            | Dwa spojrzenia                              | Łukasz Palkowski                     | Jan Purzycki                                                 |
| 1023. | 01.03.2009            | Molestowanie                                | Łukasz Palkowski                     | Jan Purzycki                                                 |
| 1024. | 07.03.2009            | Wszystko jest możliwe                       | Łukasz Palkowski                     | Jan Purzycki                                                 |
| 1025. | 08.03.2009            | Tajemnica Joanny                            | Maciej Dutkiewicz                    | Jan Purzycki                                                 |
| 1026. | 14.03.2009            | Pocałunek detektywów                        | Maciej Dutkiewicz                    | Jan Purzycki                                                 |
| 1027. | 15.03.2009            | Trudne związki                              | Maciej Dutkiewicz                    | Jan Purzycki                                                 |
| 1028. | 21.03.2009            | Powrót Marylki                              | Maciej Dutkiewicz                    | Jan Purzycki                                                 |
| 1029. | 22.03.2009            | Tomek, Berta, Marylka                       | Maciej Dutkiewicz                    | Jan Purzycki                                                 |
| 1030. | 28.03.2009            | Pozew rozwodowy                             | Maciej Dutkiewicz                    | Jan Purzycki                                                 |
| 1031. | 29.03.2009            | Pytania policjanta                          | Maciej Dutkiewicz                    | Jan Purzycki                                                 |
| 1032. | 04.04.2009            | Dedukcja Froteckiego                        | Maciej Dutkiewicz                    | Jan Purzycki                                                 |
| 1033. | 05.04.2009            | Życie po ciemku                             | Radosław Piwowarski                  | Jan Purzycki                                                 |
| 1034. | 11.04.2009            | Z kościoła na wagary                        | Radosław Piwowarski                  | Jan Purzycki                                                 |
| 1035. | 12.04.2009            | Cudowny drań                                | Radosław Piwowarski                  | Jan Purzycki                                                 |
| 1036. | 13.04.2009            | Maturę ma się tylko jedną                   | Radosław Piwowarski                  | Jan Purzycki                                                 |
| 1037. | 18.04.2009            | Heroiczna choroba                           | Radosław Piwowarski                  | Jan Purzycki                                                 |
| 1038. | 19.04.2009            | Marzenia Angeliki                           | Radosław Piwowarski                  | Jan Purzycki                                                 |
| 1039. | 25.04.2009            | Branka                                      | Radosław Piwowarski                  | Jan Purzycki                                                 |
| 1040. | 26.04.2009            | Pierścionek                                 | Radosław Piwowarski                  | Jan Purzycki                                                 |
| 1041. | 01.05.2009            | Bądźmy mądrzejsi                            | Łukasz Palkowski                     | Jan Purzycki                                                 |
| 1042. | 02.05.2009            | Samotne policjantki                         | Łukasz Palkowski                     | Jan Purzycki                                                 |
| 1043. | 03.05.2009            | Dzielne kobietki                            | Łukasz Palkowski                     | Jan Purzycki                                                 |
| 1044. | 09.05.2009            | Dziewczyny na manowcach                     | Łukasz Palkowski                     | Jan Purzycki                                                 |
| 1045. | 10.05.2009            | Znikający mężczyźni                         | Łukasz Palkowski                     | Jan Purzycki                                                 |
| 1046. | 16.05.2009            | Ucieczka Angeliki                           | Łukasz Palkowski                     | Jan Purzycki                                                 |
| 1047. | 17.05.2009            | Poszukiwania                                | Łukasz Palkowski                     | Jan Purzycki                                                 |
| 1048. | 23.05.2009            | Powrót Angeliki                             | Łukasz Palkowski                     | Jan Purzycki                                                 |
| 1049. | 24.05.2009            | Utracona reputacja Angeliki K.              | Janusz Dymek                         | Jan Purzycki                                                 |
| 1050. | 30.05.2009            | Pokuta Ziuka                                | Janusz Dymek                         | Jan Purzycki                                                 |
| 1051. | 31.05.2009            | Kto pomoże dziewczynie                      | Janusz Dymek                         | Jan Purzycki                                                 |
| 1052. | 06.06.2009            | Honor listonosza                            | Janusz Dymek                         | Jan Purzycki                                                 |
| 1053. | 07.06.2009            | Waga autorytetu                             | Janusz Dymek                         | Jan Purzycki                                                 |
| 1054. | 11.06.2009            | Nam tu takich nie potrzeba                  | Janusz Dymek                         | Jan Purzycki                                                 |
| 1055. | 13.06.2009            | Płaszcz                                     | Janusz Dymek                         | Jan Purzycki                                                 |
| 1056. | 14.06.2009            | Stracony materiał genetyczny                | Janusz Dymek                         | Jan Purzycki                                                 |
| 1057. | 20.06.2009            | Wiejskie grzeszki                           | Radosław Piwowarski                  | Jan Purzycki                                                 |
| 1058. | 21.06.2009            | Ciąża Tomka                                 | Radosław Piwowarski                  | Jan Purzycki                                                 |
| 1059. | 31.08.2009            | Typowa kuwada                               | Radosław Piwowarski                  | Jan Purzycki                                                 |
| 1060. | 01.09.2009            | Hartowny blefuje                            | Radosław Piwowarski                  | Jan Purzycki                                                 |
| 1061. | 15.09.2009            | Miłości wątpliwe                            | Radosław Piwowarski                  | Jan Purzycki                                                 |
| 1062. | 21.09.2009            | Dziewczyna blef jak marzenie                | Radosław Piwowarski                  | Jan Purzycki                                                 |
| 1063. | 22.09.2009            | Dyplom                                      | Radosław Piwowarski                  | Jan Purzycki                                                 |
| 1064. | 28.09.2009            | Koncert                                     | Radosław Piwowarski                  | Jan Purzycki                                                 |
| 1065. | 29.09.2009            | Randka z księdzem                           | Maciej Dutkiewicz                    | Jan Purzycki                                                 |
| 1066. | 05.10.2009            | Genialna Kasia                              | Maciej Dutkiewicz                    | Jan Purzycki                                                 |
| 1067. | 06.10.2009            | Zakochana                                   | Maciej Dutkiewicz                    | Jan Purzycki                                                 |
| 1068. | 12.10.2009            | Dorośli i dzieci                            | Maciej Dutkiewicz                    | Jan Purzycki                                                 |
| 1069. | 13.10.2009            | Tajemnica Kasi                              | Maciej Dutkiewicz                    | Jan Purzycki                                                 |
| 1070. | 19.10.2009            | Żona dowiaduje się ostatnia                 | Maciej Dutkiewicz                    | Jan Purzycki                                                 |
| 1071. | 20.10.2009            | Kłopoty Marka                               | Maciej Dutkiewicz                    | Jan Purzycki                                                 |
| 1072. | 26.10.2009            | Tomek porwany                               | Maciej Dutkiewicz                    | Jan Purzycki                                                 |
| 1073. | 27.10.2009            | Sklep jak marzenie                          | Dorota Lamparska                     | Jan Purzycki                                                 |
| 1074. | 02.11.2009            | Porwany bez śladu                           | Dorota Lamparska                     | Jan Purzycki                                                 |
| 1075. | 03.11.2009            | Sklepowe pomiary                            | Dorota Lamparska                     | Jan Purzycki                                                 |
| 1076. | 09.11.2009            | Nieznośna bezczynność śledcza               | Dorota Lamparska                     | Jan Purzycki                                                 |
| 1077. | 10.11.2009            | Marzenie generała                           | Dorota Lamparska                     | Jan Purzycki                                                 |
| 1078. | 16.11.2009            | Siła plotki                                 | Dorota Lamparska                     | Jan Purzycki                                                 |
| 1079. | 17.11.2009            | Uwolnieni                                   | Dorota Lamparska                     | Jan Purzycki                                                 |
| 1080. | 23.11.2009            | Plan Zofii                                  | Dorota Lamparska                     | Jan Purzycki                                                 |
| 1081. | 24.11.2009            | Maturalny przesąd                           | Radosław Piwowarski                  | Jan Purzycki                                                 |
| 1082. | 30.11.2009            | Kryzysowy narzeczony                        | Radosław Piwowarski                  | Jan Purzycki                                                 |
| 1083. | 01.12.2009            | Wiedza o społeczeństwie                     | Radosław Piwowarski                  | Jan Purzycki                                                 |
| 1084. | 07.12.2009            | Aniela radzi                                | Radosław Piwowarski                  | Jan Purzycki                                                 |
| 1085. | 08.12.2009            | Mama zrozumie                               | Radosław Piwowarski                  | Jan Purzycki                                                 |
| 1086. | 14.12.2009            | Dylemat Magdaleny                           | Radosław Piwowarski                  | Jan Purzycki                                                 |
| 1087. | 15.12.2009            | Synowa O'Kay                                | Radosław Piwowarski                  | Jan Purzycki                                                 |
| 1088. | 21.12.2009            | Marylka i Tomek – ostatnia rozmowa          | Radosław Piwowarski                  | Jan Purzycki                                                 |
| 1089. | 22.12.2009            | Przesądy                                    | Maciej Dutkiewicz                    | Jan Purzycki                                                 |
| 1090. | 28.12.2009            | Ślub potem rozwód                           | Maciej Dutkiewicz                    | Jan Purzycki                                                 |
| 1091. | 29.12.2009            | Pech peszek                                 | Maciej Dutkiewicz                    | Jan Purzycki                                                 |
| 1092. | 07.03.2010            | Dziadek kontra dziadek                      | Maciej Dutkiewicz                    | Jan Purzycki                                                 |
| 1093. | 14.03.2010            | Nowe mundury                                | Maciej Dutkiewicz                    | Jan Purzycki                                                 |
| 1094. | 21.03.2010            | Spotkanie na Starym Mieście                 | Maciej Dutkiewicz                    | Jan Purzycki                                                 |
| 1095. | 28.03.2010            | Awans Kaliny                                | Łukasz Palkowski                     | Jan Purzycki                                                 |
| 1096. | 04.04.2010            | Poślubne kłopoty z mamusią                  | Łukasz Palkowski                     | Jan Purzycki                                                 |
| 1097. | 25.04.2010            | Spadek                                      | Łukasz Palkowski                     | Jan Purzycki                                                 |
| 1098. | 02.05.2010            | Udręki i marzenia kobiet                    | Łukasz Palkowski                     | Jan Purzycki                                                 |
| 1099. | 09.05.2010            | Pierwsze śniadanie po ślubie                | Łukasz Palkowski                     | Jan Purzycki                                                 |
| 1100. | 16.05.2010            | SMS zmienia życie                           | Łukasz Palkowski                     | Jan Purzycki                                                 |
| 1101. | 23.05.2010            | Nowa synowa                                 | Janusz Dymek                         | Jan Purzycki                                                 |
| 1102. | 30.05.2010            | Kolacja z teściową                          | Janusz Dymek                         | Jan Purzycki                                                 |
| 1103. | 03.06.2010            | Córka komendanta                            | Janusz Dymek                         | Jan Purzycki                                                 |
| 1104. | 06.06.2010            | Długi spacer                                | Janusz Dymek                         | Jan Purzycki                                                 |
| 1105. | 12.09.2010            | Potrzeby kobiet                             | Janusz Dymek                         | Jan Purzycki                                                 |
| 1106. | 19.09.2010            | Smutna wyprowadzka                          | Janusz Dymek                         | Jan Purzycki                                                 |
| 1107. | 26.09.2010            | Wojna o dzieci                              | Janusz Dymek                         | Jan Purzycki                                                 |
| 1108. | 03.10.2010            | Anioł Gabriel                               | Janusz Dymek                         | Jan Purzycki                                                 |
| 1109. | 10.10.2010            | Zaufać czy nie?                             | Janusz Dymek                         | Jan Purzycki                                                 |
| 1110. | 17.10.2010            | Radość i smutek                             | Radosław Piwowarski                  | Jan Purzycki                                                 |
| 1111. | 24.10.2010            | Następca Józefa                             | Radosław Piwowarski                  | Jan Purzycki                                                 |
| 1112. | 31.10.2010            | Pożegnanie Józefa                           | Radosław Piwowarski                  | Jan Purzycki                                                 |
| 1113. | 07.11.2010            | Marcysia jest w domu                        | Radosław Piwowarski                  | Jan Purzycki                                                 |
| 1114. | 11.11.2010            | Wesele                                      | Radosław Piwowarski                  | Jan Purzycki                                                 |
| 1115. | 14.11.2010            | Rozstania                                   | Radosław Piwowarski                  | Jan Purzycki                                                 |
| 1116. | 21.11.2010            | Mężatki też podróżują                       | Radosław Piwowarski                  | Jan Purzycki                                                 |
| 1117. | 28.11.2010            | Kolacja                                     | Radosław Piwowarski                  | Jan Purzycki                                                 |
| 1118. | 05.12.2010            | Niepokoje Zalewskiego                       | Radosław Piwowarski                  | Jan Purzycki                                                 |
| 1119. | 11.12.2010            | Powrót Kleczkowskiej                        | Radosław Piwowarski                  | Jan Purzycki                                                 |
| 1120. | 19.12.2010            | Smutek Komendanta                           | Radosław Piwowarski                  | Jan Purzycki                                                 |
| 1121. | 25.12.2010            | Pocałunek Zosi                              | Radosław Piwowarski                  | Jan Purzycki                                                 |